# Maschinen- und Waggonbau-Fabriks-AG Simmering

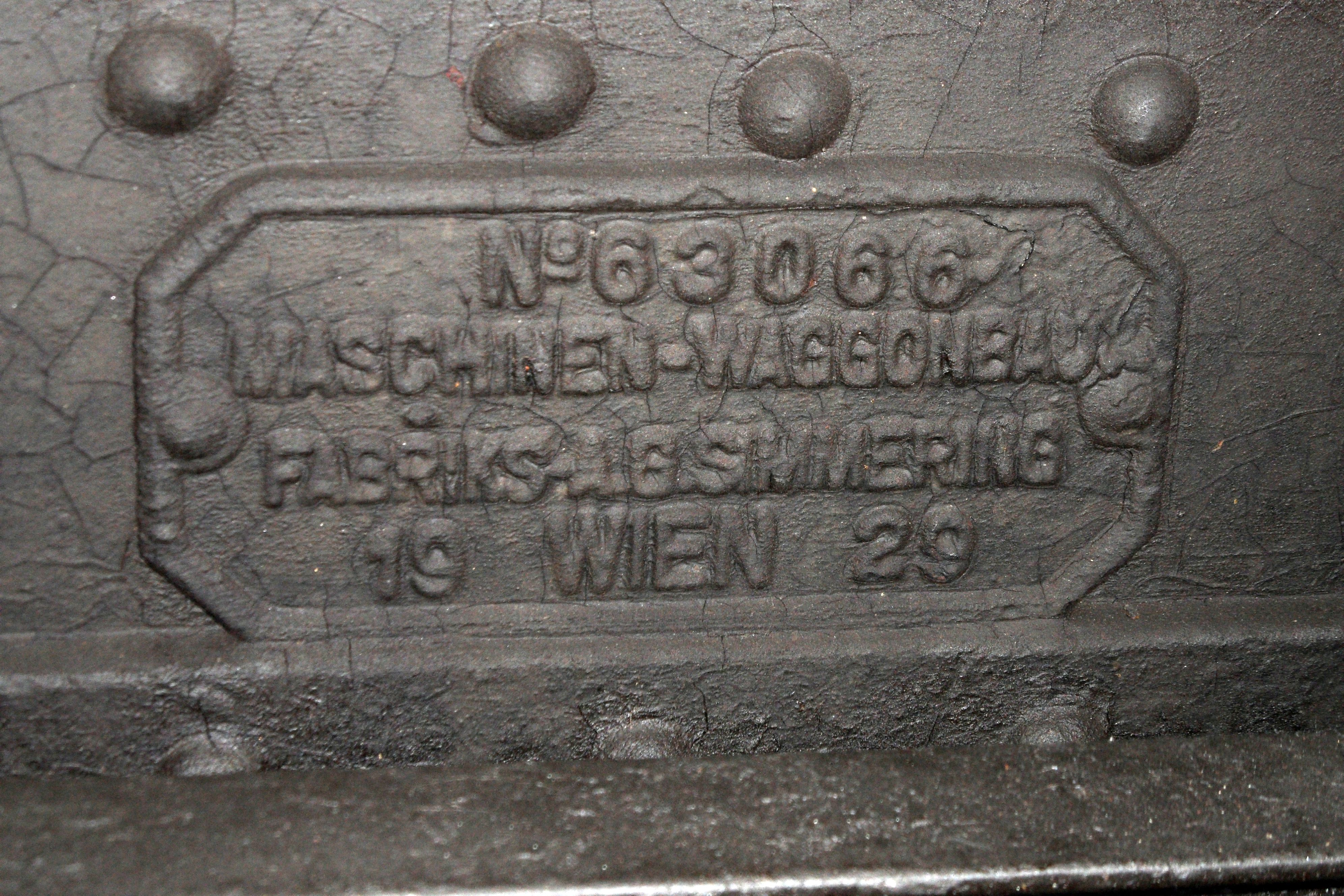
Fabrikschild von 1929

Die Maschinen- und Waggonbau-Fabriks-Aktiengesellschaft in Simmering, vormals H. D. Schmid war ein Unternehmen zur Herstellung von Eisenbahnwagen und Automobilen in Österreich-Ungarn und später Österreich. Das Unternehmen war auch als Simmeringer Waggonfabrik bekannt, der Markenname war Simmeringer.
Im Jahr 1941 erfolgte die Fusion mit der Paukerwerk Akt. Ges., vormals Erste Brünner Maschinenfabriks-Gesellschaft (Wien) und der Grazer Maschinen- und Waggonbau-Aktiengesellschaft zur Simmering-Graz-Pauker Aktiengesellschaft für Maschinen-, Kessel- und Waggonbau (SGP).

## Unternehmensgeschichte

### Vorgeschichte

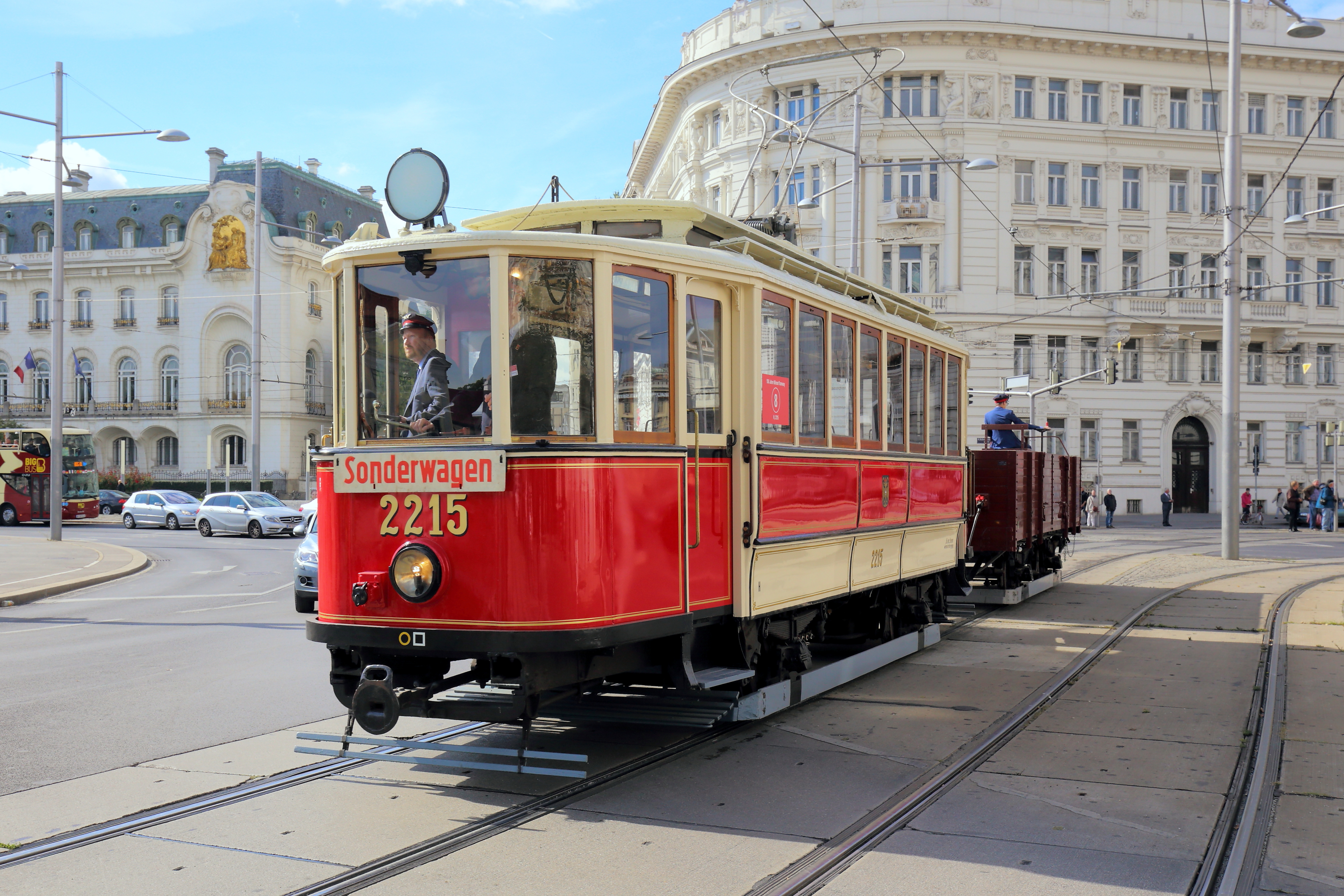
Straßenbahn-Triebwagen Type H Nr. 2215; gefertigt 1910; erster Triebwagentyp der Wiener Straßenbahn mit geschlossenen Plattformen

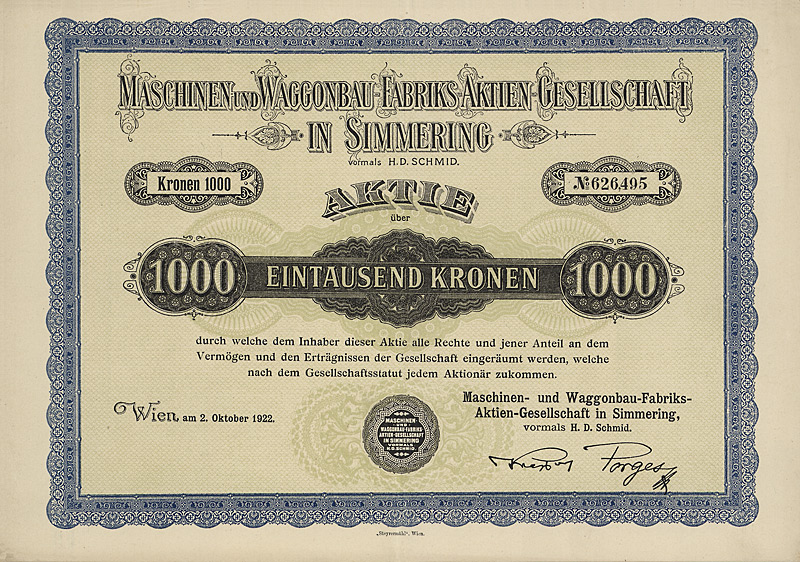
Aktie über 1000 Kronen der Maschinen- und Waggonbau-Fabriks-Aktiengesellschaft vom 2. Oktober 1922

Die Ursprünge reichen bis 1831 zurück. Auf Anregung von Staatskanzler Metternich gründete die Straßburger Brückenwaagenfabrik Rollé & Schwilgué ein Zweigwerk in der Wiener Leopoldstadt mit einer angeschlossenen Eisengießerei. Heinrich Daniel Schmid (1805–1873) wurde Geschäftsleiter und stiller Gesellschafter der Fabrik. 1839 waren bereits 50 Mitarbeiter beschäftigt.
1843 gingen die Patente für Brückenwaagen und Feuerspritzen an H. D. Schmid über. Im Jahr 1844 löste sich dieser von seinen Kompagnons und gründete die k. k. landesbefugte Maschinenfabrik von H. D. Schmid, Nachfolger Rollé & Schwilgué. Das Unternehmen spezialisierte sich in der Folge auf Dampfmaschinen aller Art, Maschinen für die Zuckerindustrie sowie auf Lokomobile und Eisenbahnwaggons. Die Mitarbeiterzahl wuchs rasch auf rund 250 Personen an. Im Jahr 1852 erfolgte ein Umzug nach Simmering, wobei zuerst die Produktion der Waggons hierhin verlagert wurde und 1863 auch die übrigen Produktionszweige.

### Gründerzeit
1869 fand die Umwandlung des Unternehmens in eine Aktiengesellschaft unter der Firma Maschinen- und Waggon-Fabriks-Aktien-Gesellschaft in Simmering vormals H. D. Schmid statt, der Firmengründer zog sich aus der Leitung seiner Firma zurück. Am Unternehmen war neben privaten Großaktionären auch die Niederösterreichische Escompte-Gesellschaft beteiligt.
In den Jahren der Gründerzeit war der Bedarf an Eisenbahnwaggons und Maschinen hoch und das Simmeringer Unternehmen dementsprechend profitabel: 1872 erwirtschaftete man einen Umsatz von fast dreieinhalb Millionen Gulden. In diesem Jahr wurden 1851 Güterwagen erzeugt – dazu kamen 88 Personenwaggons, ferner Patronenhülsen, diverse Eisenabgüsse und Maschinen – und es wurde auch die höchste Dividende mit über 12 Prozent ausgezahlt. Georges Nagelmackers bestellte ebenfalls 1872 einen ersten Schlafwagen für seine neu gegründete Compagnie Internationale des Wagon-Lits in Simmering.
In Folge des Börsenkrachs von 1873 musste der Personalstand auf lediglich 400 Mann reduziert werden, er stieg erst bis 1883 wieder auf über 1.000 Beschäftigte an.
Im Jahre 1899 wurde der 40.000 von Simmering gefertigte Eisenbahnwaggon ausgeliefert. In der ersten Hälfte des 20. Jahrhunderts erfolgten einige Zukäufe beziehungsweise Übernahmen, so beispielsweise der Maschinenfabrik und Eisengießerei G. Topham GmbH & Co. (1909). 1903 übernahm das Unternehmen als Tochterfirma die Brünn-Königsfelder Maschinen- und Waggonfabrik AG und richtete dort auch eine Gießerei ein. 1904, nach anderen Quellen 1912, war Simmering an der Gründung einer Waggonfabrik in Bukarest beteiligt.
Vor dem Ersten Weltkrieg beschäftigte das Unternehmen in allen seinen Betrieben rund 4.000 Personen. Es konnte im Krieg trotz Materialknappheit sehr profitabel agieren: Bereits 1916 stieß man alle Beteiligungen am Bukarester Unternehmen günstig ab. Noch das Geschäftsjahr 1917/18 wies einen Reingewinn von 2.359.462 Kronen auf. In der 49. Generalversammlung wurde daraufhin beschlossen, das Aktienkapital von 14 auf 18 Millionen Kronen zu erhöhen. Die Aktienmehrheit war zu diesem Zeitpunkt längst in den Händen der Escompte-Gesellschaft.

### Zwischenkriegszeit
Nach dem Ersten Weltkrieg gelang es Simmering, seine Tochterfirma in der nunmehrigen Tschechoslowakei zu behalten und sein Produktportfolio durch Diesel- und Benzinmotore, sowie Stahlkonstruktionen vornehmlich für Kräne, Förderanlagen und Seilbahnen auszubauen. Zu Beginn der 1920er Jahre ging Simmering eine Interessensgemeinschaft mit der wirtschaftlich strauchelnden Grazer Waggonfabrik ein, zugleich wurde der Grazer Großaktionär Schoeller & Co. auch in Simmering tonangebend.
Die 1926 gemeinsam mit der englischen Mutterfirma gegründete Parsons Turbinen GmbH ging 1930 in der Simmeringer auf und 1932 übernahm man die Wahlberg Stahlhoch- und Brückenbau G. m. b. H. 1933 besaß die Firma ein Aktienkapital von 6,4 Mio. Schilling.  1934 übernahm das Unternehmen die sehr bekannte Tresorfirma F. Wertheim & Comp. sowie im Zuge einer Sanierung die Aktienmehrheit der Grazer Waggonfabrik. 1935/36 wurde der Besitz der Brünn-Königsfelder Maschinenfabrik gegen den des Paukerwerkes in Wien-Leopoldau, bis dahin im Besitz der Ersten Brünner Maschinenfabriks AG, ausgetauscht. Der mehrheitliche Aktienbesitz des Paukerwerkes gehörte wie der von Simmering (rund 25 %) der Österreichischen Industriekredit AG, der ehemaligen Escompte-Gesellschaft. Weitere 15 % gehörten der Creditanstalt, 13 % dem Bankhaus Schoeller & Co. und die restlichen 47 % lagen in Streubesitz.
Die Mitarbeiterzahl betrug, durch die Einbußen im Zuge der Weltwirtschaftskrise bedingt, im Jahr 1937 rund 1.400 Mitarbeiter.
Nach dem Anschluss Österreichs gerieten sämtliche Aktien von Simmering in den Besitz der Reichswerke Hermann Göring. Im Jahr 1939 erfolgte die Umbenennung in Simmeringer Maschinen- und Waggonbau-Aktiengesellschaft. Schließlich wurden 1941 die Simmeringer Waggonfabrik sowie die ebenfalls zu den Göring-Werken gehörende Grazer Waggonfabrik und das Paukerwerk zur Simmering-Graz-Pauker Aktiengesellschaft für Maschinen-, Kessel- und Waggonbau vereinigt, später kurz Simmering-Graz-Pauker (SGP).
Der traditionsreiche Standort in Wien-Simmering ist heute Teil des SGP-Nachfolgeunternehmens Siemens Mobility.

## Produkte

### Eisenbahnfahrzeuge

#### Waggons und elektrische Triebwagen
Das Unternehmen vorwiegend Straßenbahn- und Eisenbahnwagen in großen Stückzahlen her, so beispielsweise um 1900 155 Stück Wiener Dampfstadtbahnwagen und 1925 dann die erste Fahrzeuggeneration der Wiener Elektrischen Stadtbahn. Es wurden fast alle Arten von Güter- und Personenwaggons gefertigt, auch für die österreichischen Schmalspurbahnen (Bosnische Spurweite). So lieferte man ab 1908 vierachsige Personenwagen an die Mariazellerbahn (vor allem die bekannten Wagen von 1912) und 1937/40 moderne Ganzstahlwagen für die Pinzgauer Lokalbahn. Da die Fabrik zu dieser Zeit stark ausgelastet war, mussten hier Drehgestelle von Linke-Hofmann-Busch (Breslau) zugekauft werden. Bereits 1914 wurden Kühlwaggons mit elektrischer Kühlung gebaut.

#### Fahrzeuge mit Verbrennungsmotor

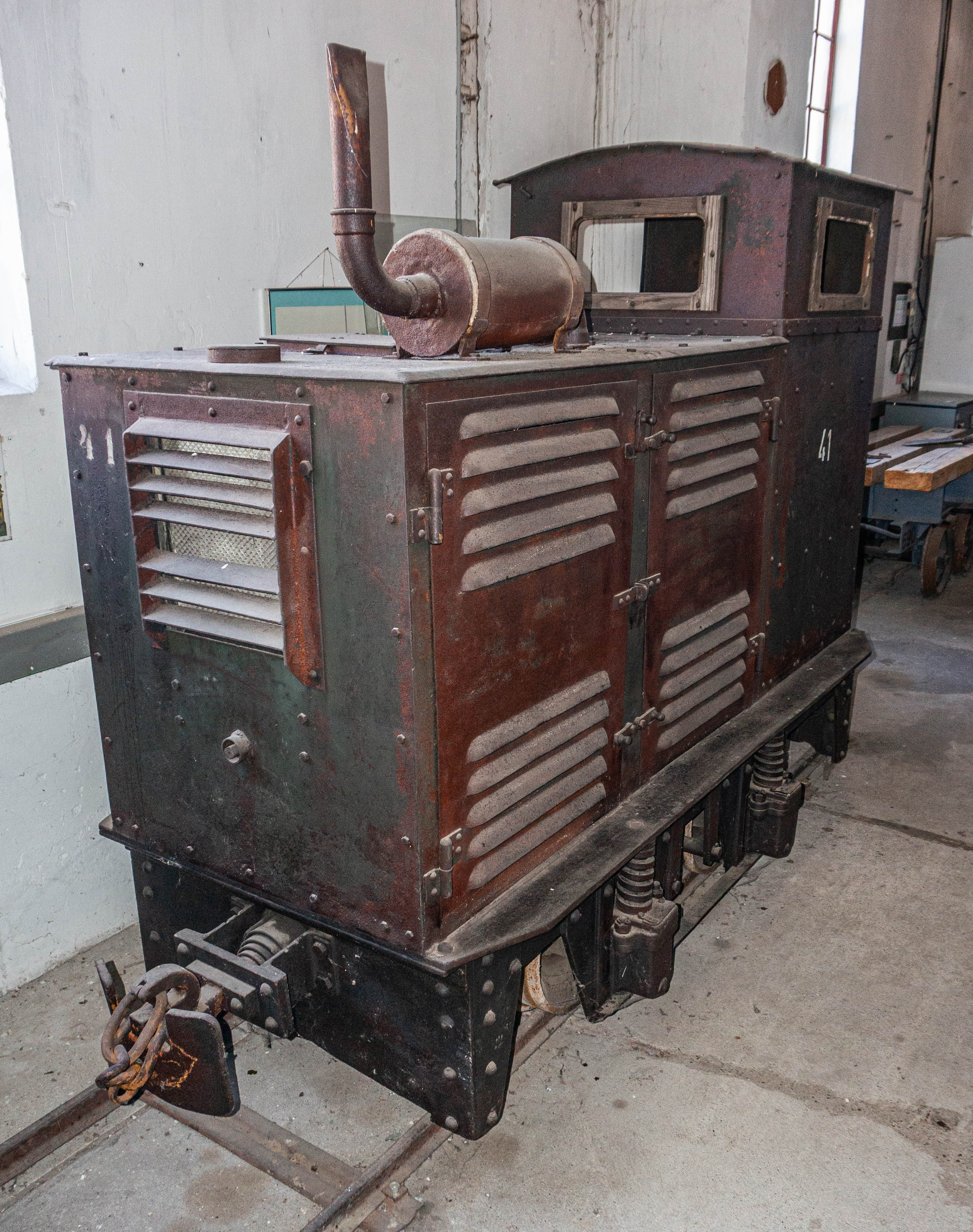
Simmeringer Motorlok System GEBUS (1930er Jahre)

Die Simmeringer Waggonfabrik gehörte zu den Wegbereitern der Dieseltraktion bei den Österreichischen Bundesbahnen. Mit dem VT 40.01 baute Simmering 1929 den ersten normalspurigen Verbrennungsmotor-Triebwagen mit elektrischer Kraftübertragung. Diese war es auch, welche dem Werk zu Ruhm verhelfen sollte: 1933 kam mit dem VT 41 der erste dieselelektrische Schnelltriebwagen Österreichs heraus, angetrieben von einem Simmeringer V8-Dieselmotor mit 160 PS. Der ab 1936 gelieferte VT 42 besaß bereits zwei Antriebsanlagen mit je einem 210 PS Dieselmotor, die Kraftübertragung erfolgte bei diesem und den folgenden Bauarten dieselelektrisch nach dem „Gebus“-Prinzip. 
Für die Staatsbahnen von Litauen (VT 400x) und Bulgarien (BDŽ Cmot-E 02) wurden in den Jahren 1933 und 1936 insgesamt 11 zweiachsige dieselelektrische Triebwagen (mit Kraftübertragung System Gebus) gebaut. Sie waren mit einem 130 PS starken V8-Dieselmotor vom Typ SV 8 ausgestattet. Im Aussehen ähnelten sie der österreichischen Baureihe VT 43.
Auch erste Diesellokomotiven mit elektrischer Kraftübertragung wurden gebaut: 1934 wurden die ersten Maschinen der Reihe BBÖ 2040/s an die schmalspurigen Bahnen der BBÖ ausgeliefert, gefolgt 1936 von den ursprünglich als Gepäcktriebwagen konzipierten BBÖ 2041/s. Diese konnten bereits eine für Schmalspurbahnen hohe Geschwindigkeit von 50 km/h erreichen.
Zudem erzeugte Simmeringer die „Simmeringer Klein-Lokomotiven“ für Feldbahnen, Grubenbahnen und Waldbahnen mit benzin-elektrischer Kraftübertragung nach dem „Gebus“-Prinzip.
Im Jahr 1938 schließlich wurde mit dem 420 PS starken VT 44 der erste Dieselschnelltriebwagen mit hydraulischer Kraftübertragung ausgeliefert.

### Maschinenbau
Simmering baute nicht nur Eisenbahnfahrzeuge, sondern war auch eine bedeutende Maschinenfabrik.

#### Allgemeiner Maschinenbau und Eisenkonstruktionen
Es wurden u. a. Dampfkessel, Dampfmaschinen und Dampfwalzen, Transport- und Förderanlagen sowie diverse Stahlkonstruktionen gebaut. Ab 1926 besaß Simmering und seine Tochterfirmen die Lizenz zur Erzeugung von Parsons-Turbinen für Österreich, die Tschechoslowakei und Osteuropa. 1927 lieferte Simmering gemeinsam mit den Paukerwerken und der Lokomotivfabrik Floridsdorf Hochdruck-Dampfkessel für 35 Atü und 420 Grad Dampftemperatur für das Kraftwerk Simmering der Wiener Elektrizitätswerke. Ebenso lieferte man Mühlen für die Erzeugung des zur Feuerung notwendigen Kohlenstaubs.
In den 1920er Jahren wurden auch Kräne, wie z. B. Hafen- und Schwimmkräne sowie Verladeanlagen „jeder Bauart und Größe“ von der Simmeringer Maschinen- und Waggonfabrik gebaut. 1925 baute die Firma beispielsweise einen Doppelausleger-Kran mit einer maximalen Einzellast von 7,5 Tonnen für die Verladung von Stück- und Sackgut am Umschlagplatz des Bayerischen Lloyd in Wien. Auch Kranwagen, wie z. B. für die Wiener Straßenbahn wurden erzeugt.

#### Verbrennungsmotoren
Simmeringer baute nicht nur Motoren für Eisenbahnfahrzeuge, sondern lieferte auch Diesel-Rohöl-Motoren „System Hindl“, stationäre und fahrbare Benzin-Benzolmotoren, Motor-Turbo-Pumpen, Stromaggregate, Motorkompressoren und Motordraisinen.

#### Seilbahnen
Auch Seilbahnen wurden bereits früh in das Produktportfolio der Firma aufgenommen, vor allem die eisernen Stützkonstruktionen wurden von der Maschinenfabrik geliefert. 1908 wurde mit der Kohlerer Bahn in Bozen die erste alpine Personenseilbahn der Welt von der Simmeringer Maschinen- und Waggonbaufabrik gebaut, ihre Stützen waren teilweise noch aus Holz gefertigt.
1926 wurden die eisernen Stützen für die erste österreichische Seilbahn, die Raxseilbahn geliefert. 1926/27 baute die Fabrik sämtliche Stützen, Verankerungen und Konstruktionen für die Pfänderbahn in Bregenz und 1928 lieferte man diejenigen der Hafelekar-Bahn in Innsbruck. Laut einer Werbeanzeige von 1928 erbaute die Simmeringer Waggon- und Maschinenfabrik für fast sämtliche österreichischen Luftseilbahnen jener Zeit die Stützen und Stationskonstruktionen nach dem „System Bleichert“, wie auch die der Tiroler Zugspitzbahn, die Feuerkogel-Seilbahn, die Hahnenkammbahn, die Bahn auf die Schmittenhöhe bei Zell am See, die Kanzelbahn und die Patscherkofelbahn. 1937 wurde die Galzigbahn in St. Anton am Arlberg von der Simmeringer Maschinen- und Waggonbau-Fabriks AG errichtet. Das Unternehmen agierte bei diesen Bahnen stets als Subunternehmer der den Bau ausführenden Firma Adolf Bleichert & Co. aus Leipzig.

### Straßenfahrzeuge und Landwirtschaftliche Maschinen

#### Automobile
1905 begann auch die Produktion von Personenwagen durch Übernahme eines Teils der Fahrzeugproduktion von Wyner. Im Angebot standen die Modelle 8/10 PS mit einem Einzylindermotor und 9/10 PS mit einem Zweizylindermotor. Die Einbaumotoren kamen von De Dion-Bouton. Andere Quellen nennen zusätzlich das Modell 24/28 PS mit einem Vierzylindermotor als Personenwagen. Der Markenname lautete MWF. Mitte 1906 oder 1907 endete die Automobilproduktion.

#### Nutzfahrzeuge
Bereits 1904 begann die Entwicklung eines Lastkraftwagens, der im Frühjahr 1905 vorgestellt und angeboten wurde. Der Markenname lautete Simmeringer. Das einzige Nutzfahrzeugmodell 24/28 PS verfügte über einen Vierzylindermotor. Die Nutzlast betrug 5 Tonnen.

#### Landwirtschaftliche Maschinen
1926 wurde ein zweischariger Motorpflug mit 12 PS Leistung und einem Tiefgang von bis zu 23 cm erzeugt.

## Galerie

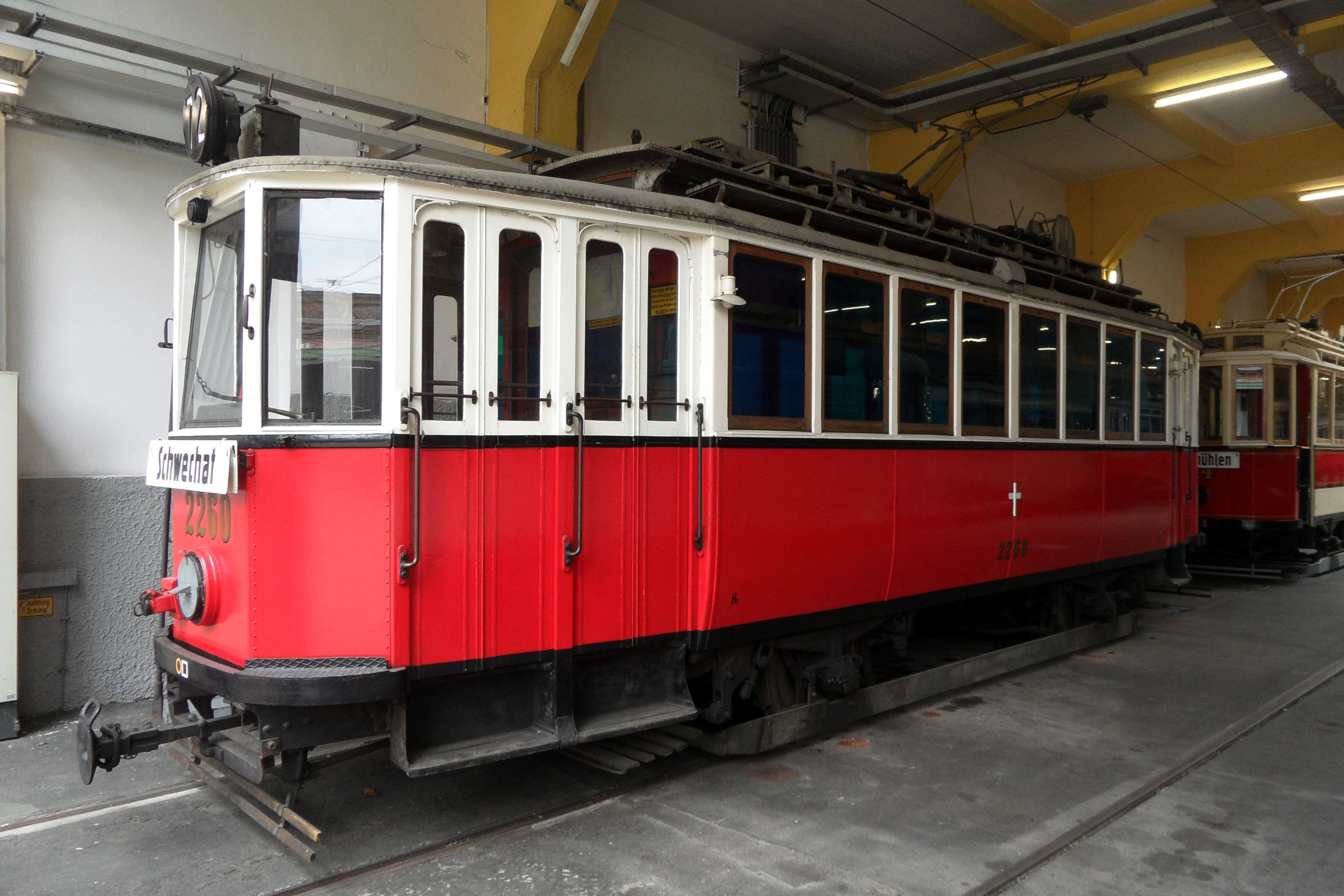
Triebwagen H1 2260 der Wiener Straßenbahn im Zustand der Kriegsjahre (gebaut 1910, 1929 Umbau durch Lohner-Werke).
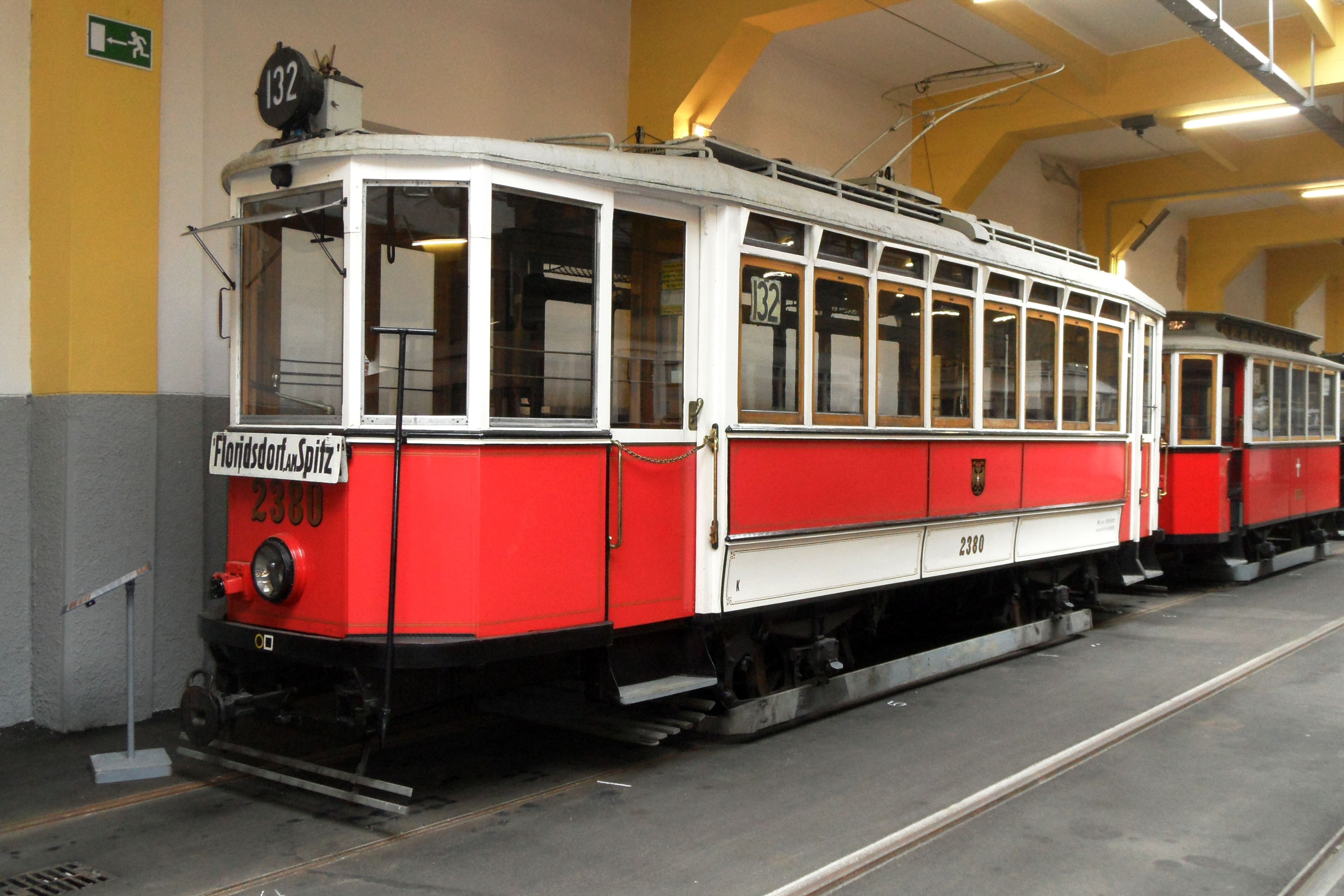
Triebwagen der Type K, Nr. 2380 (geb. 1912) im Zustand der 1920er Jahre.
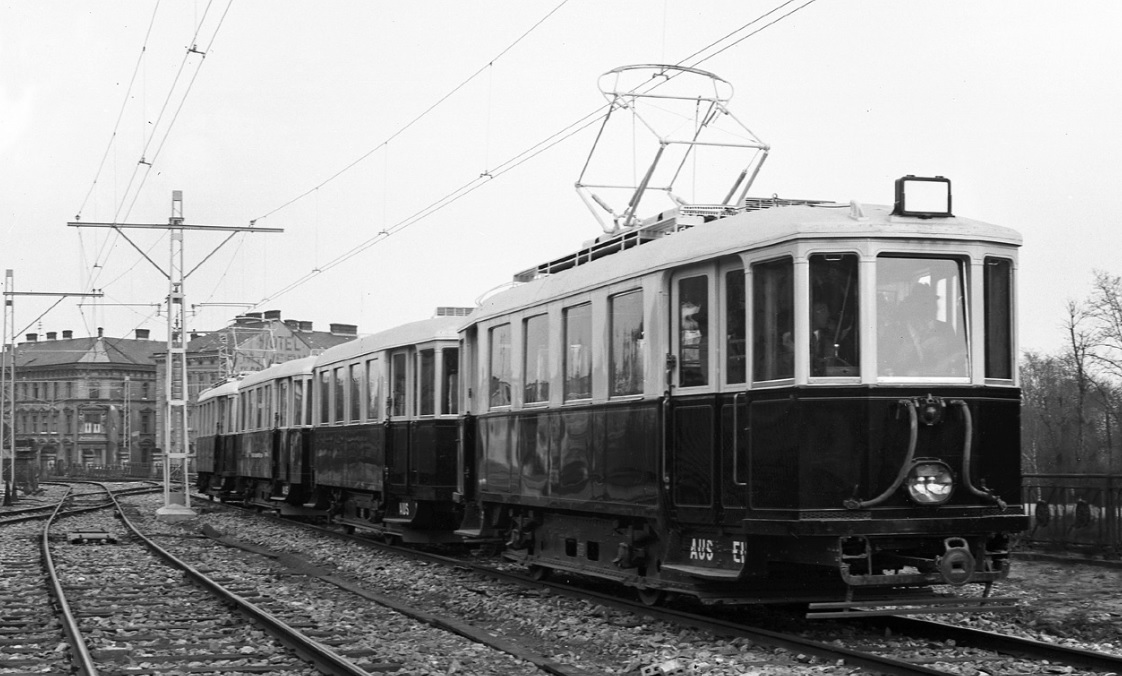
Fahrzeuge der Typen N/n der Wiener Elektrischen Stadtbahn (1925).
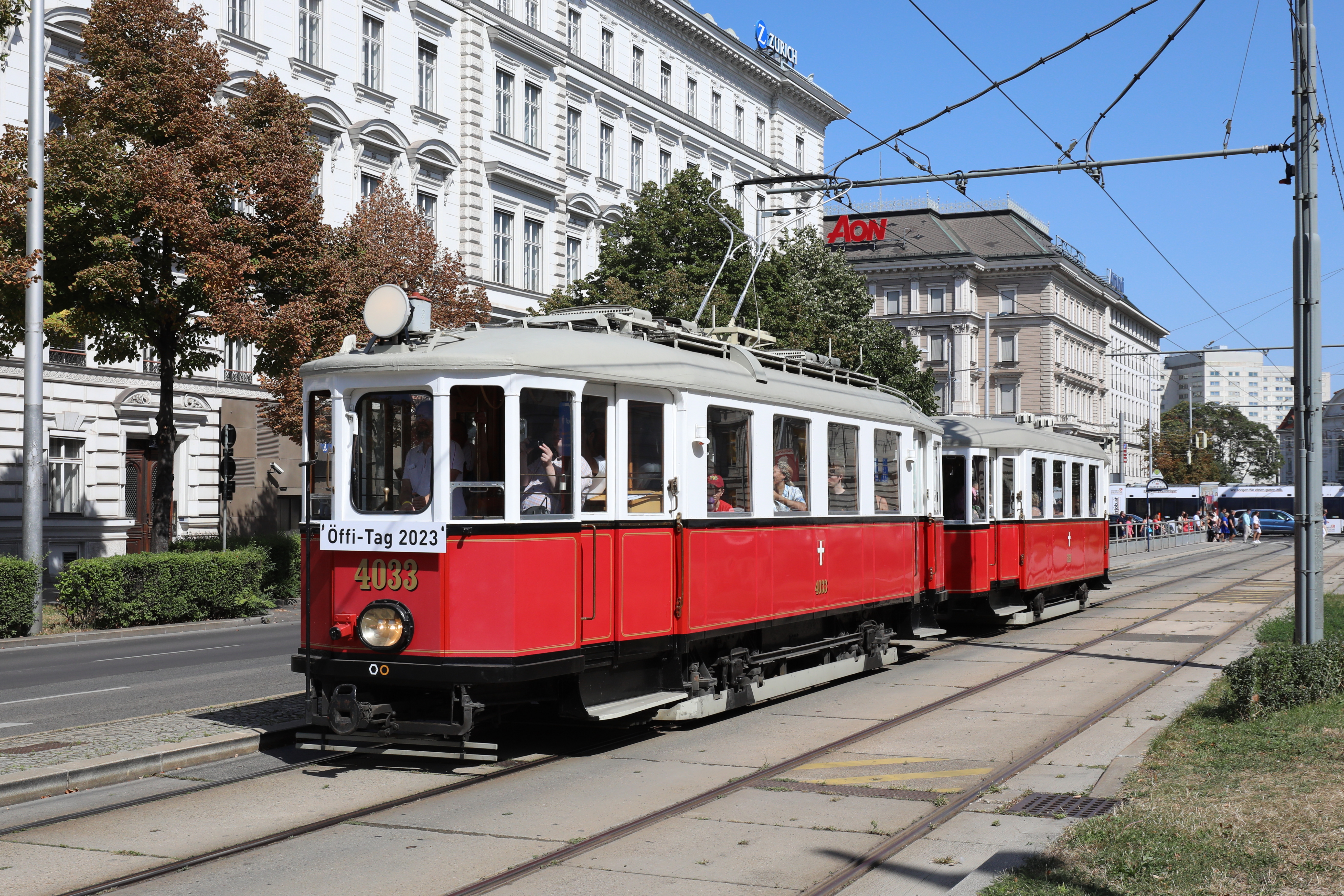
Die Type M galt lange als die formschönsten Wiener Straßenbahnwagen.
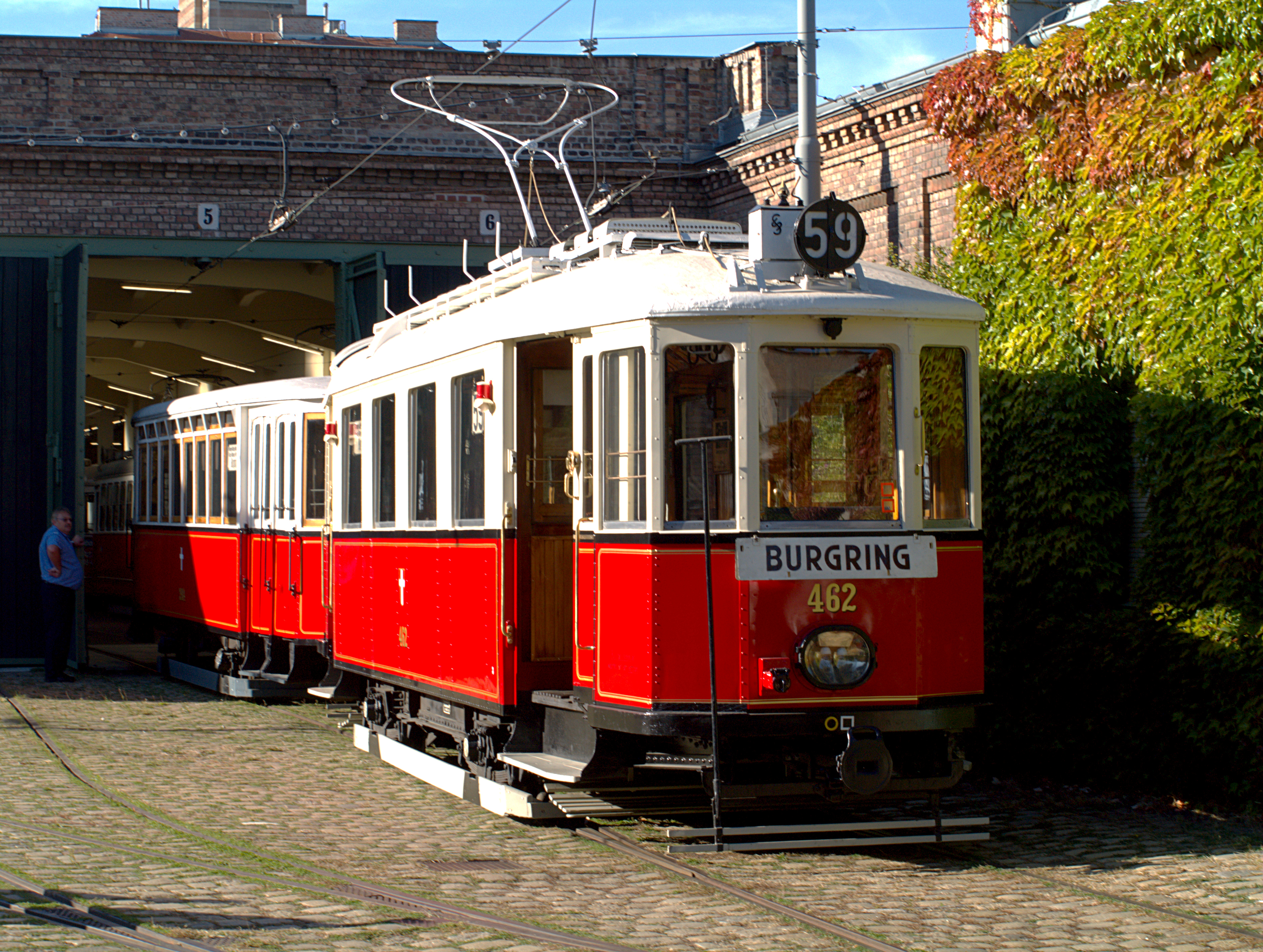
Den Triebwagen P2 462 lieferte Simmering 1929 an die Wiener Straßenbahn.
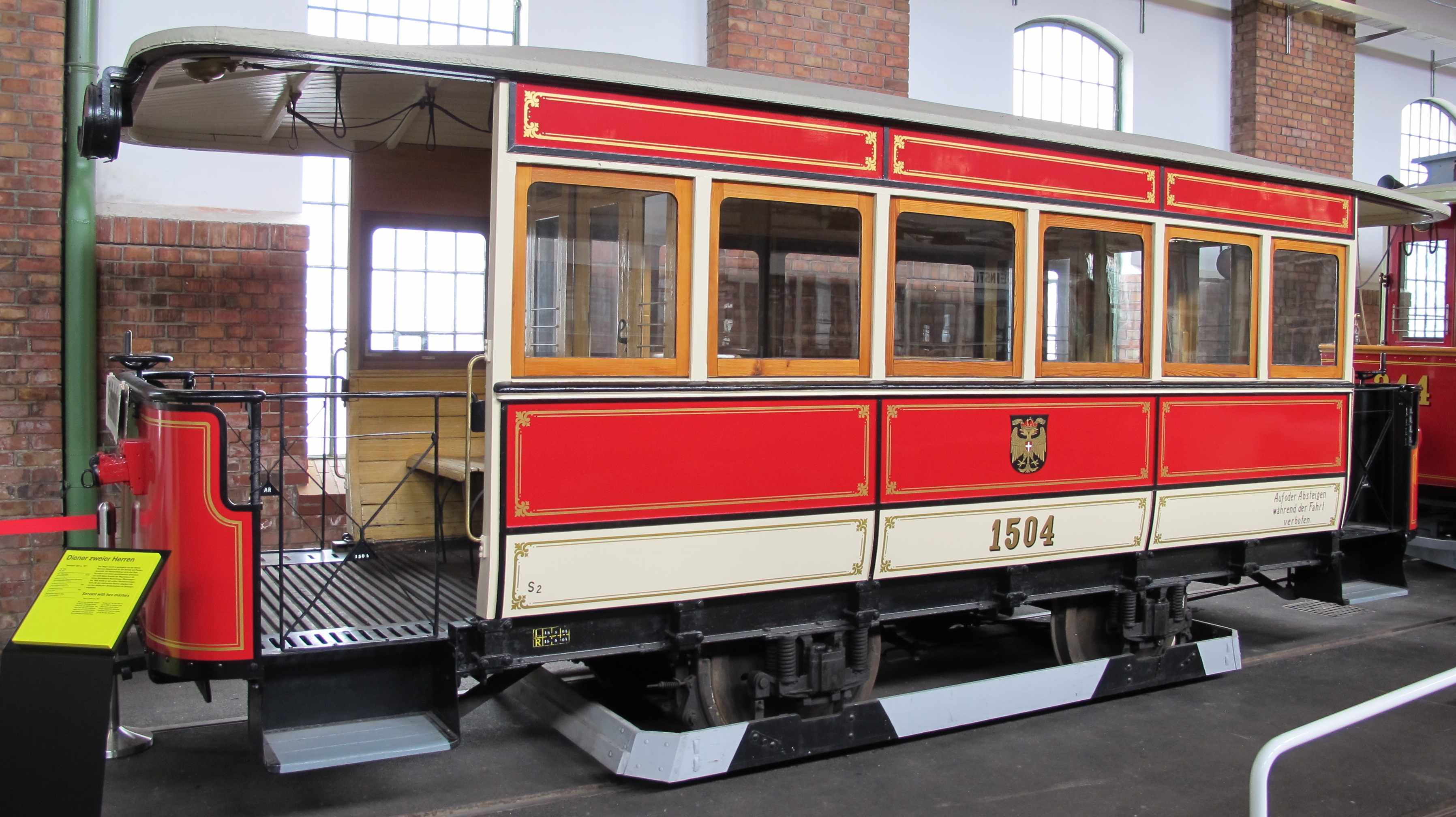
Für den elektrischen Betrieb umgebauter ehemaliger Pferdebahnwagen der Wiener Straßenbahn Type s2 von 1871.
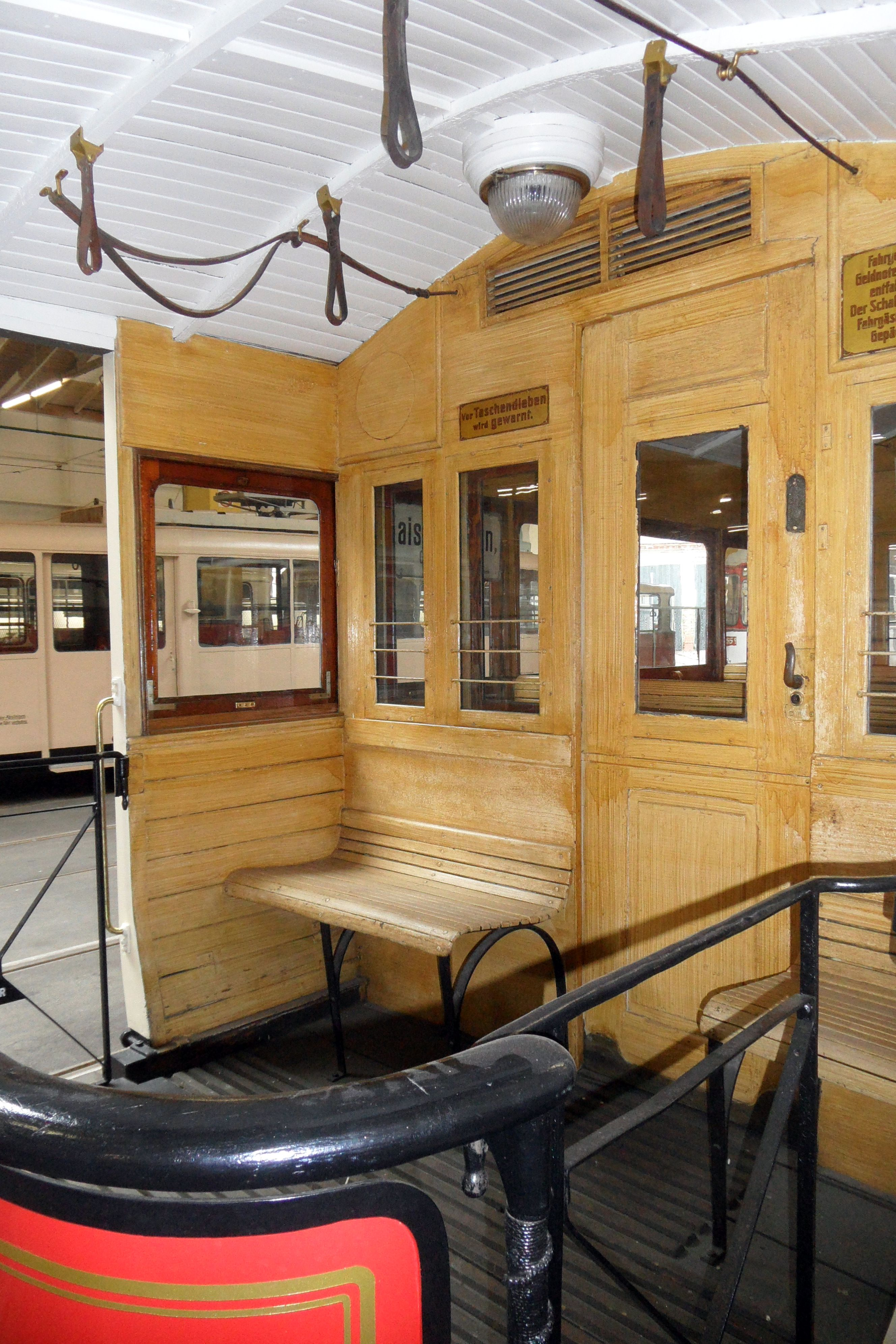
Plattform des Beiwagens s2 von 1871.
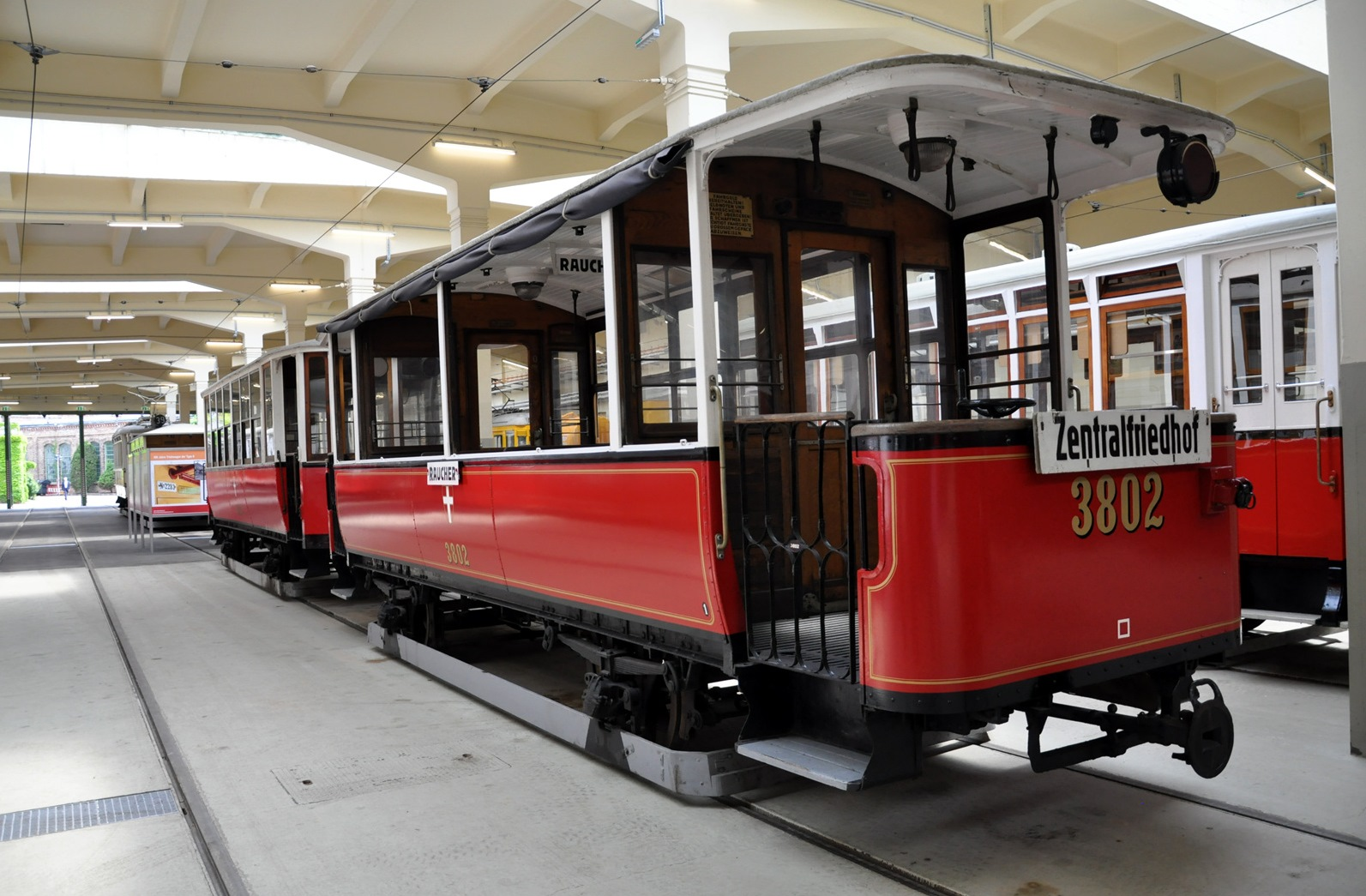
1911 gebauter offener Beiwagen der Type u2.
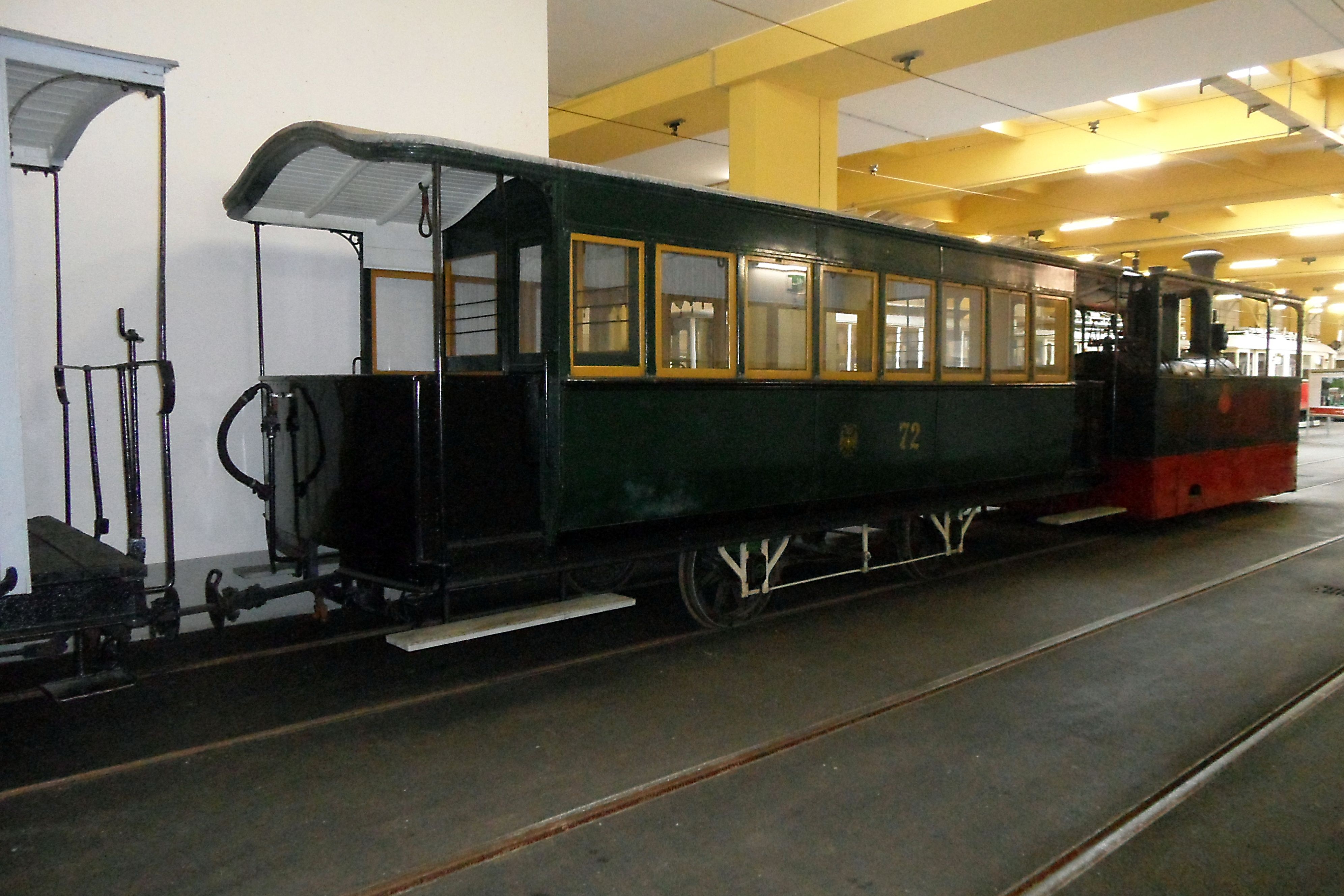
Beiwagen der Dampftramway-Gesellschaft vormals Krauss & Comp., gebaut 1886.
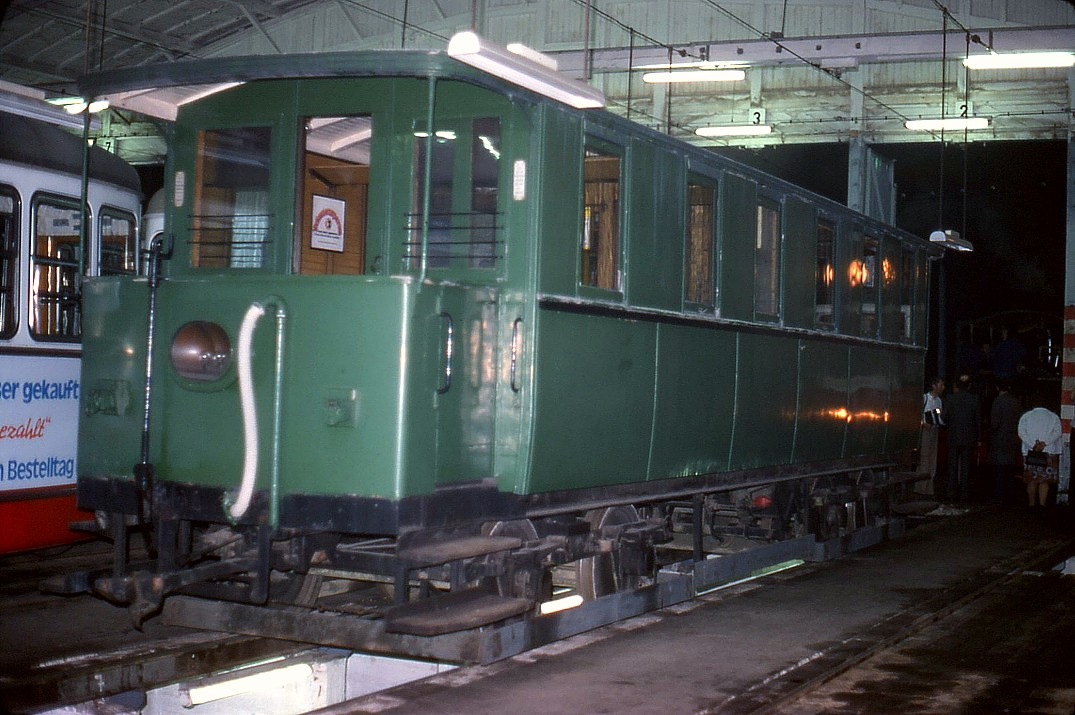
Vierachsiger Beiwagen der Neuen Wiener Tramwaygesellschaft, später bei den Wiener Lokalbahnen eingesetzt.
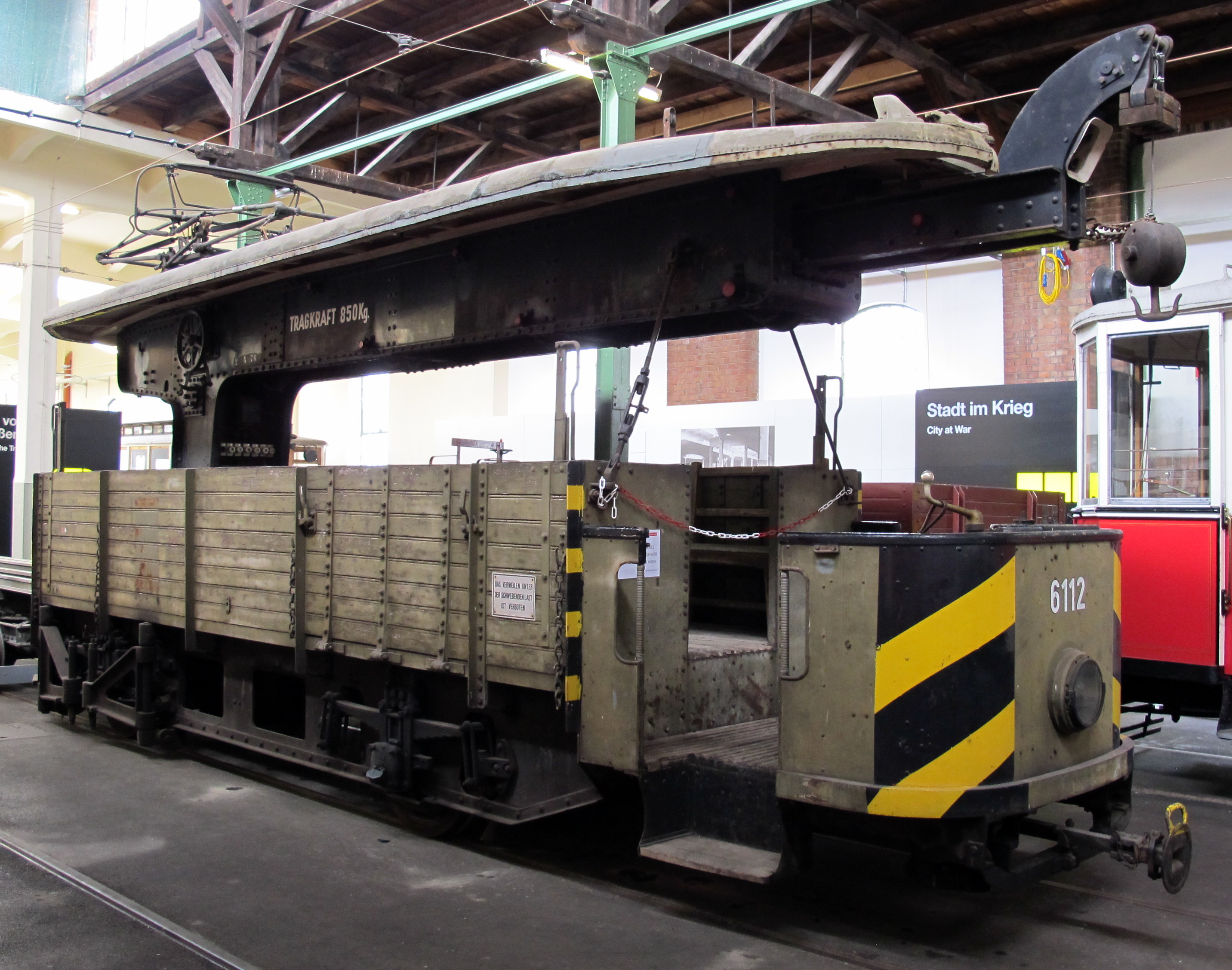
1907 gebauter Kranmotorwagen KM1 der Wiener Straßenbahn.
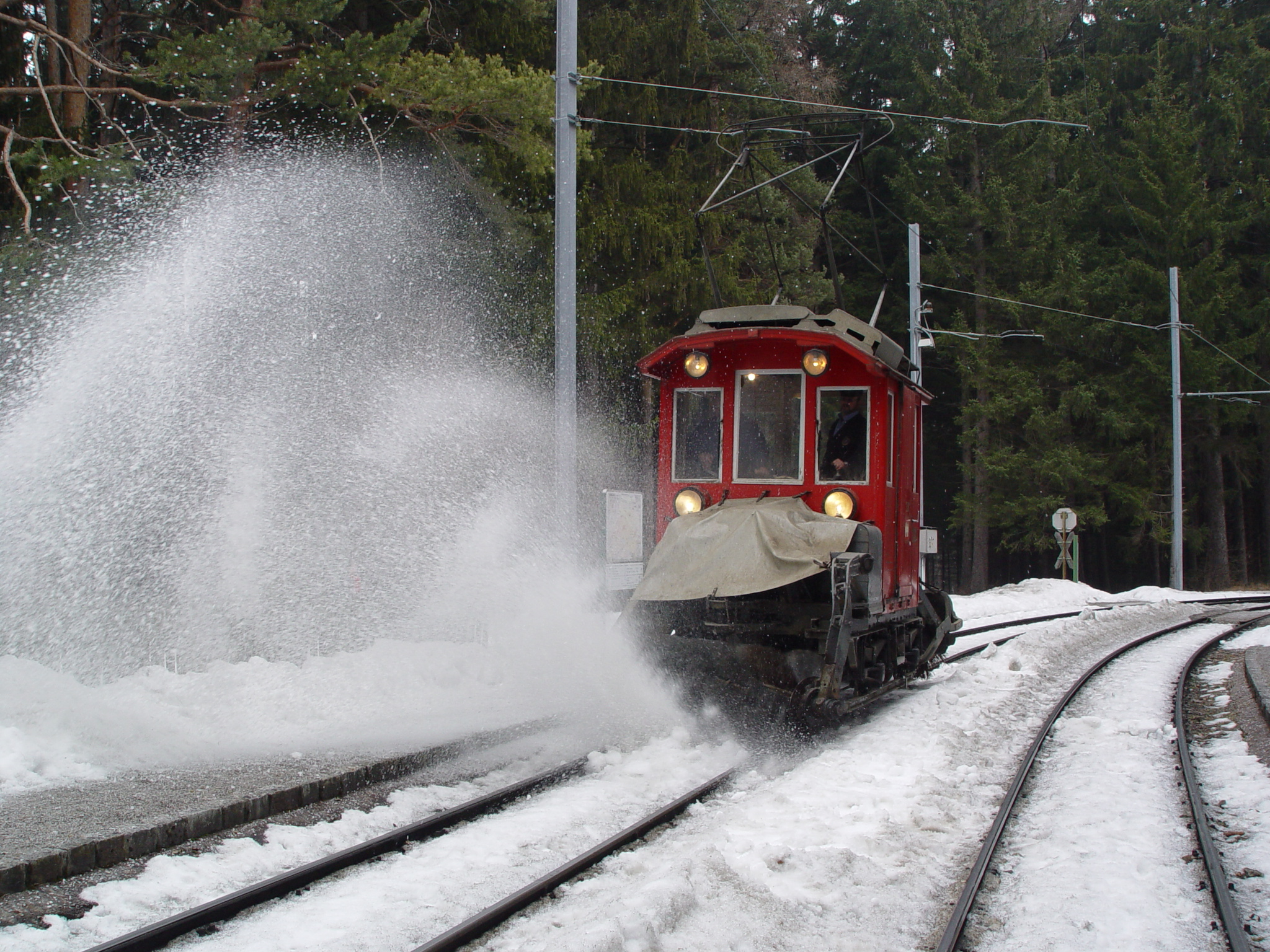
Selbstfahrende Schneekehre SK 200 der Innsbrucker Straßenbahn, (1907 AEG) ursprünglich für die Wiener Straßenbahn gebaut.
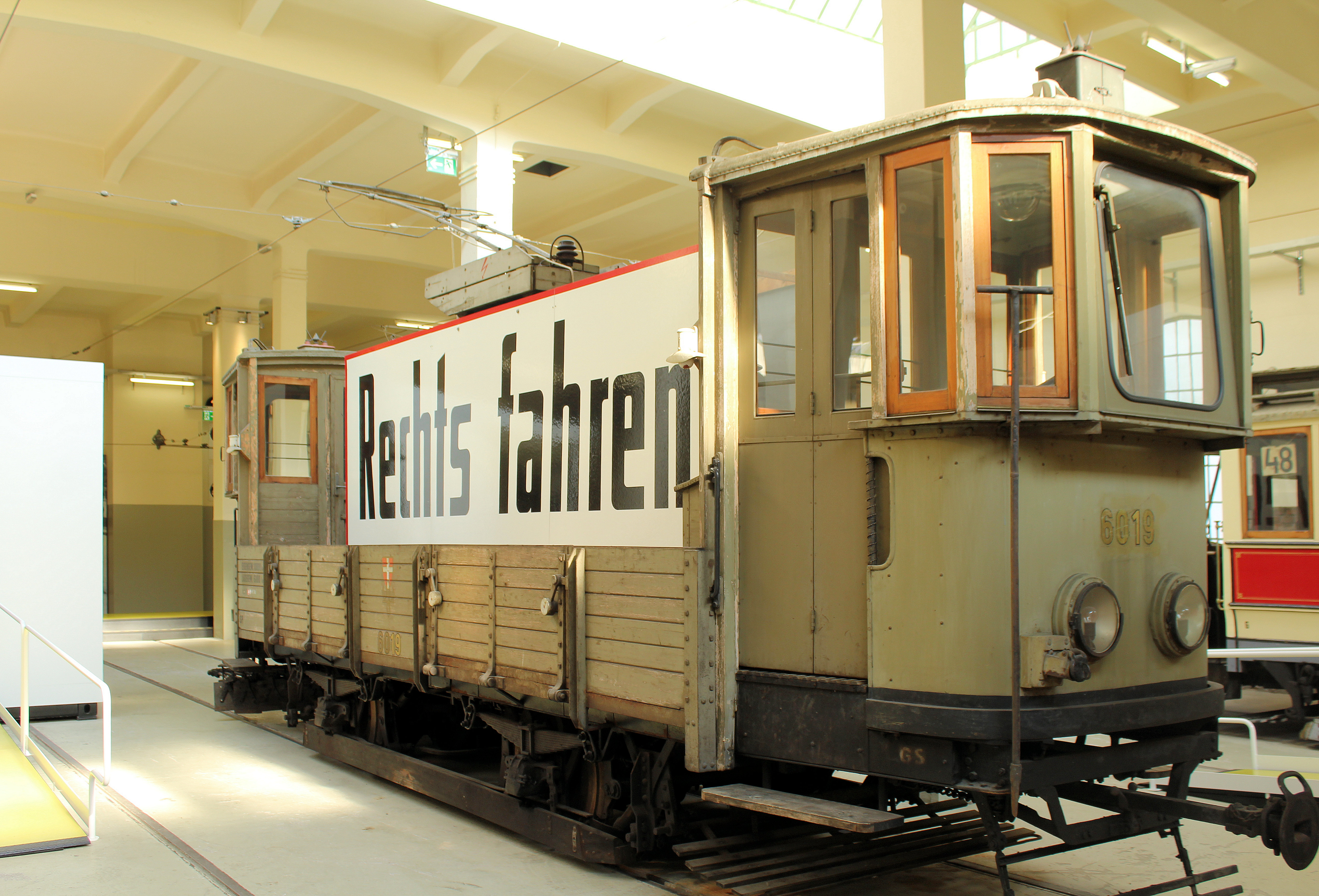
Arbeitstriebwagen SP 6019 der Wiener Straßenbahn, gebaut 1912.
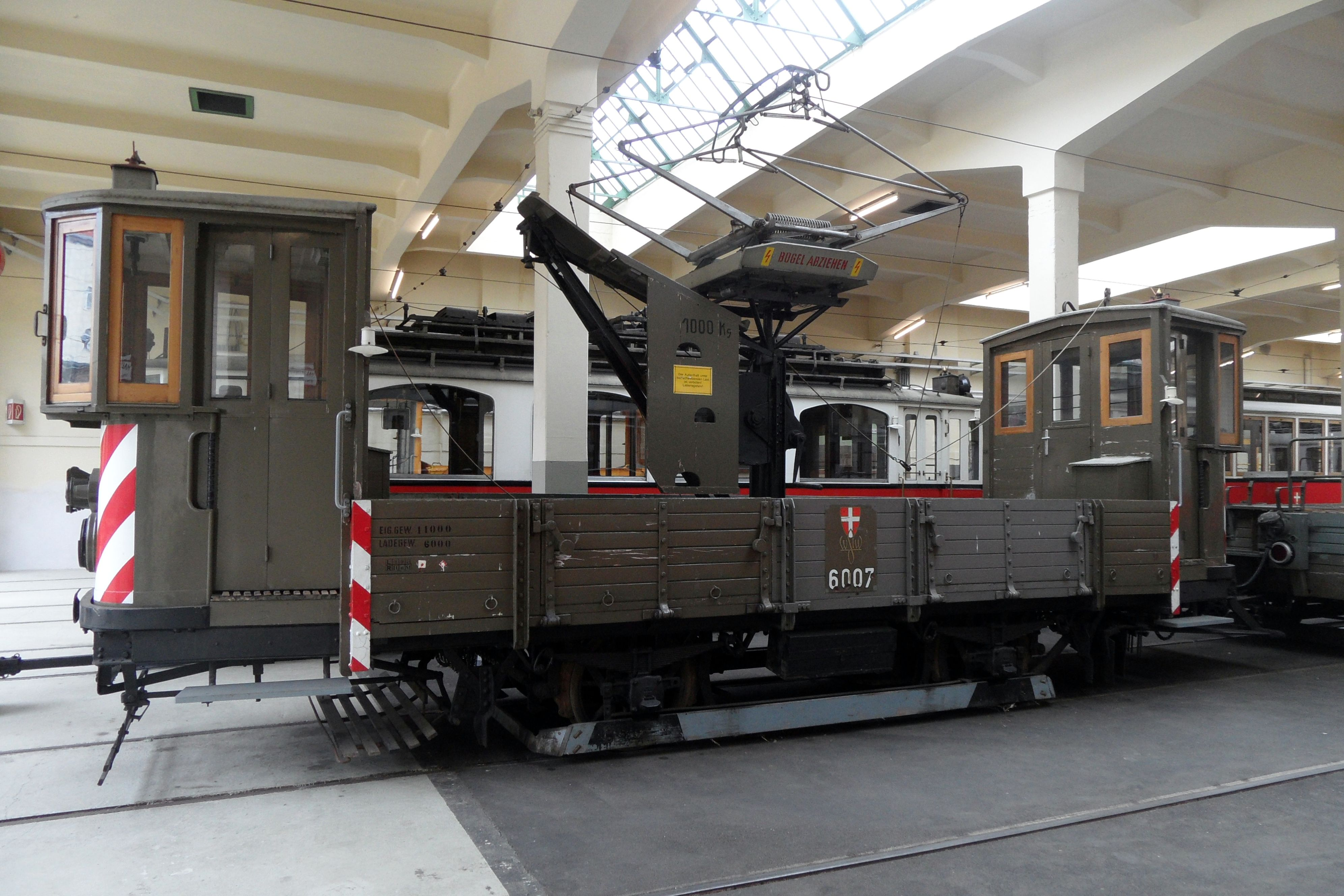
Arbeitstriebwagen SP 6007 (1912) im Letztzustand mit Scherenbügel und Kranarm.
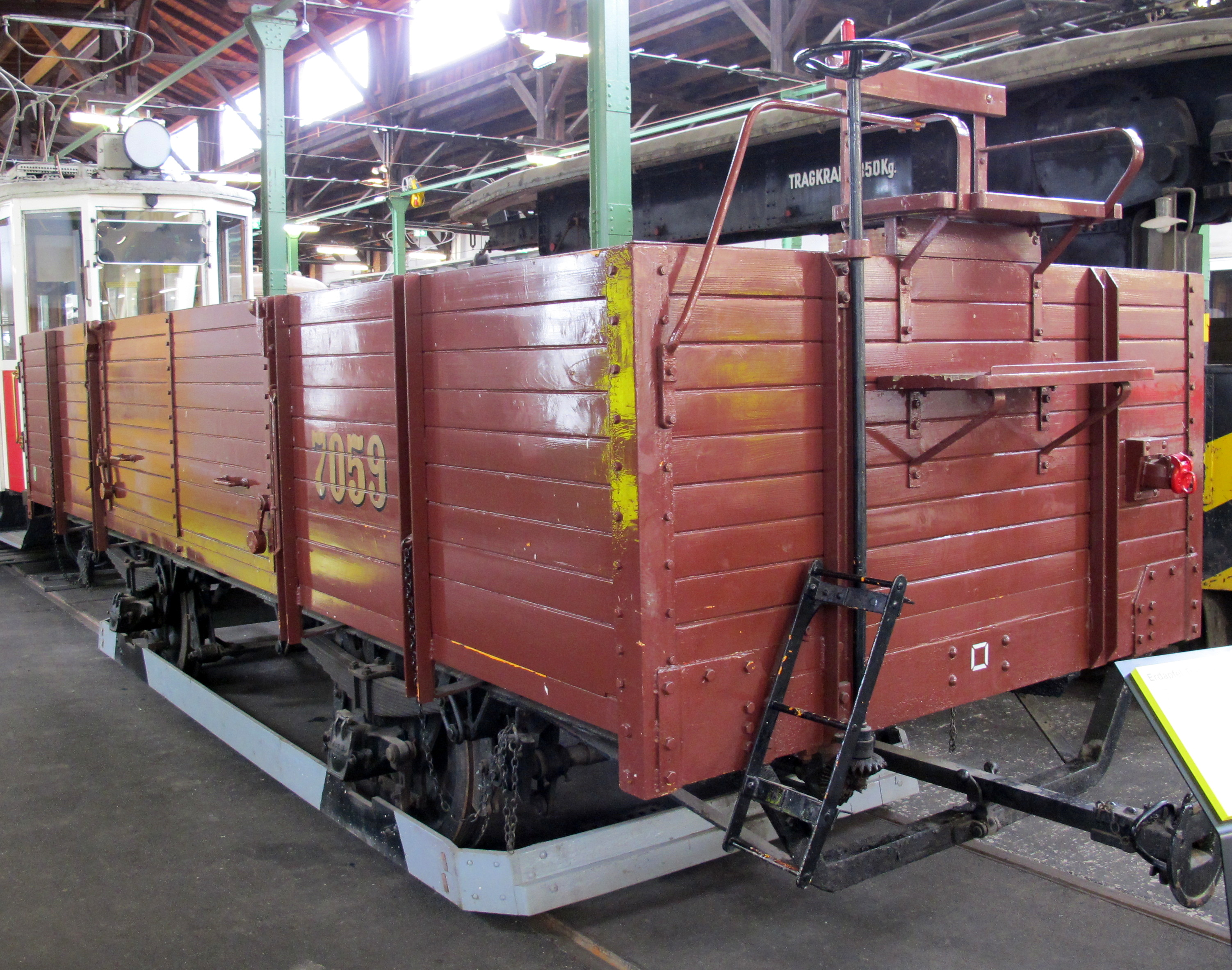
Offener Güterwagen gm 7059 der Wiener Straßenbahn, gebaut 1916.
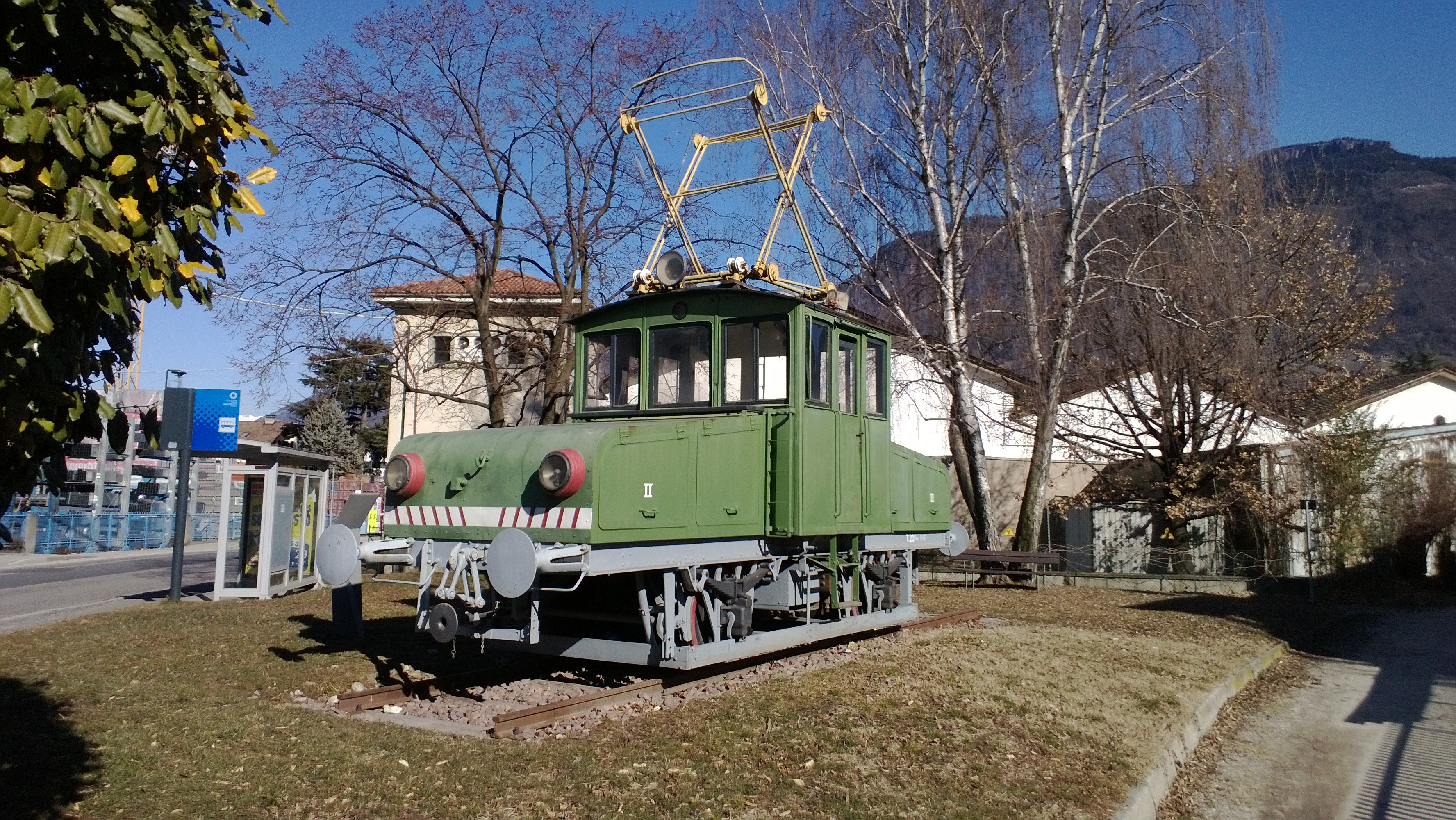
Elektrolok 2 (kkStb Reihe 1084) der Lokalbahn Lana-Burgstall–Oberlana in Südtirol, gebaut 1913 mit elektrischer Ausrüstung von den ÖSSW.
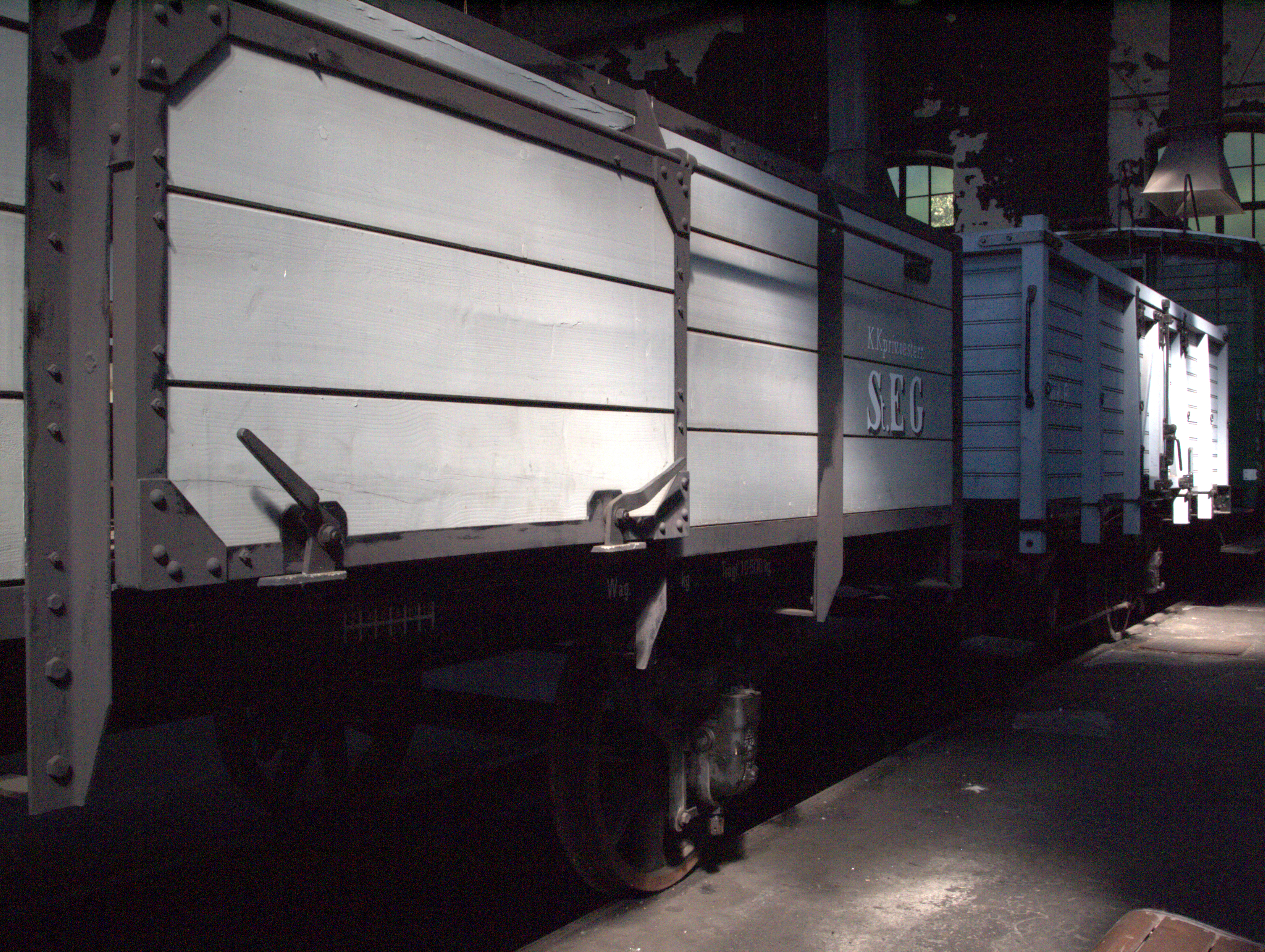
Kohlenwagen der StEG (gebaut 1886 bzw. 1894) im Eisenbahnmuseum Strasshof.
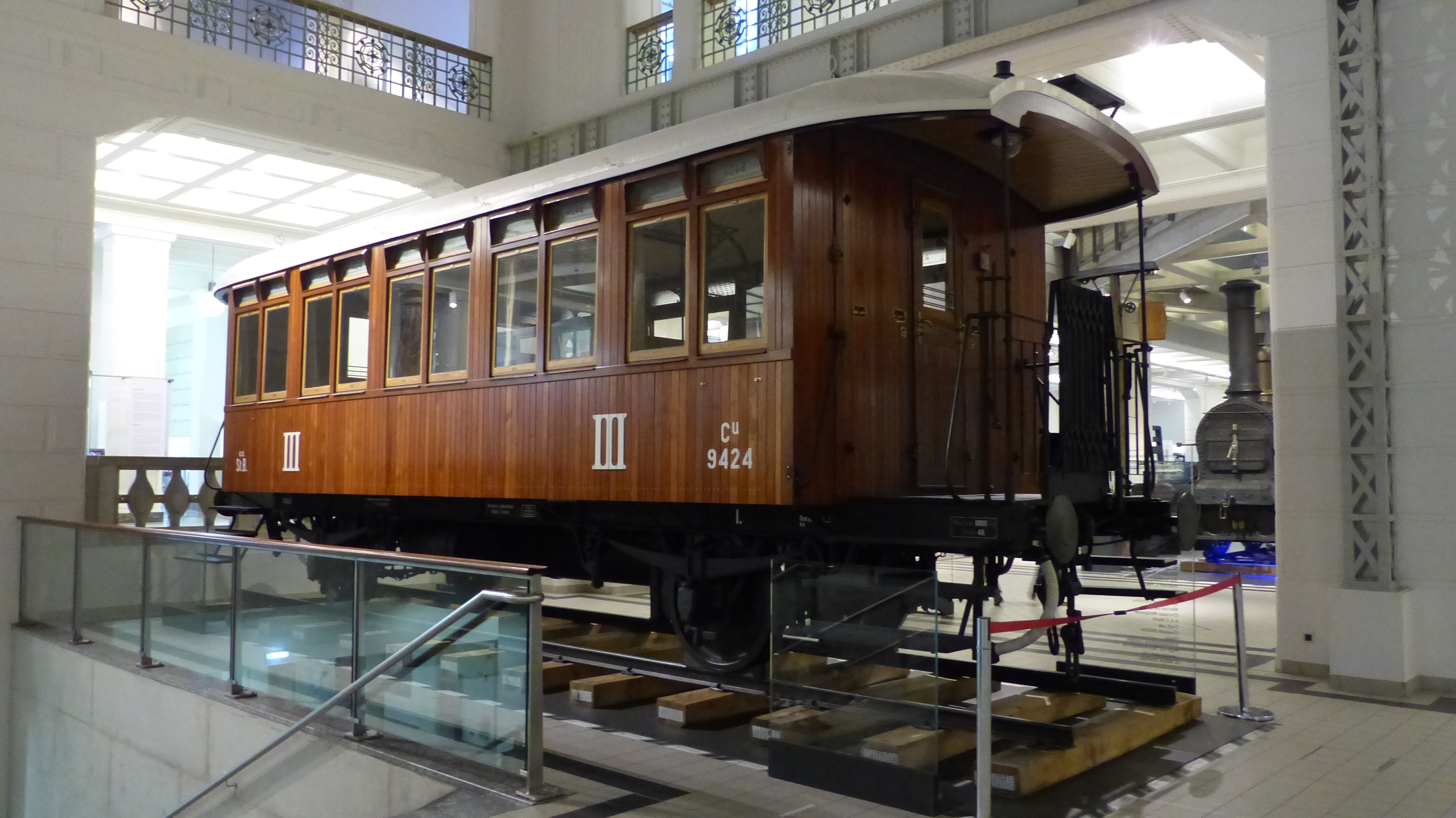
Simmering war auch an der Lieferung der von Otto Wagner gestalteten Wiener Stadtbahnwagen mit hohen Stückzahlen beteiligt.
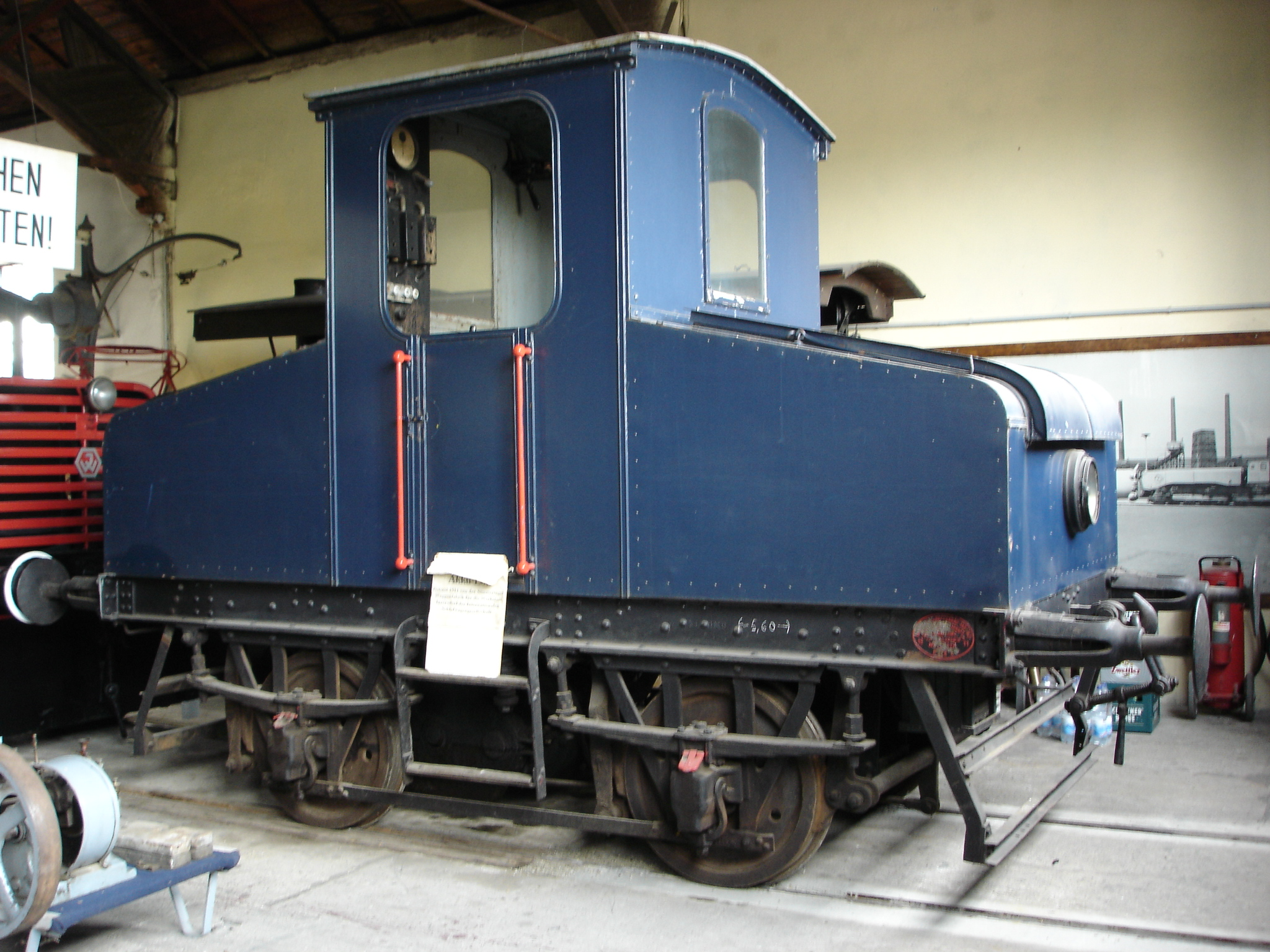
Akkulok von 1911, gebaut für die Wiener Werkstätte der CIWL
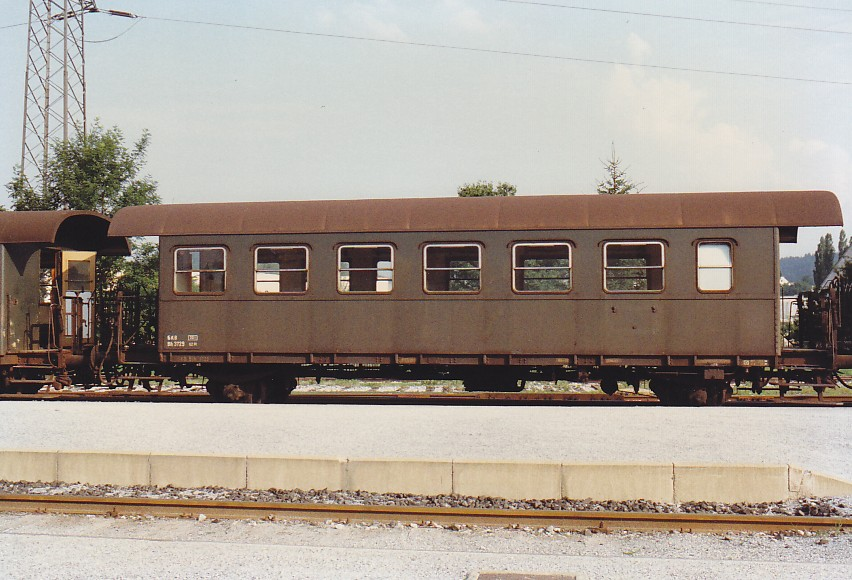
Zweiachsiger Personenwagen der GKB (1929) aus der Neubautype N28.
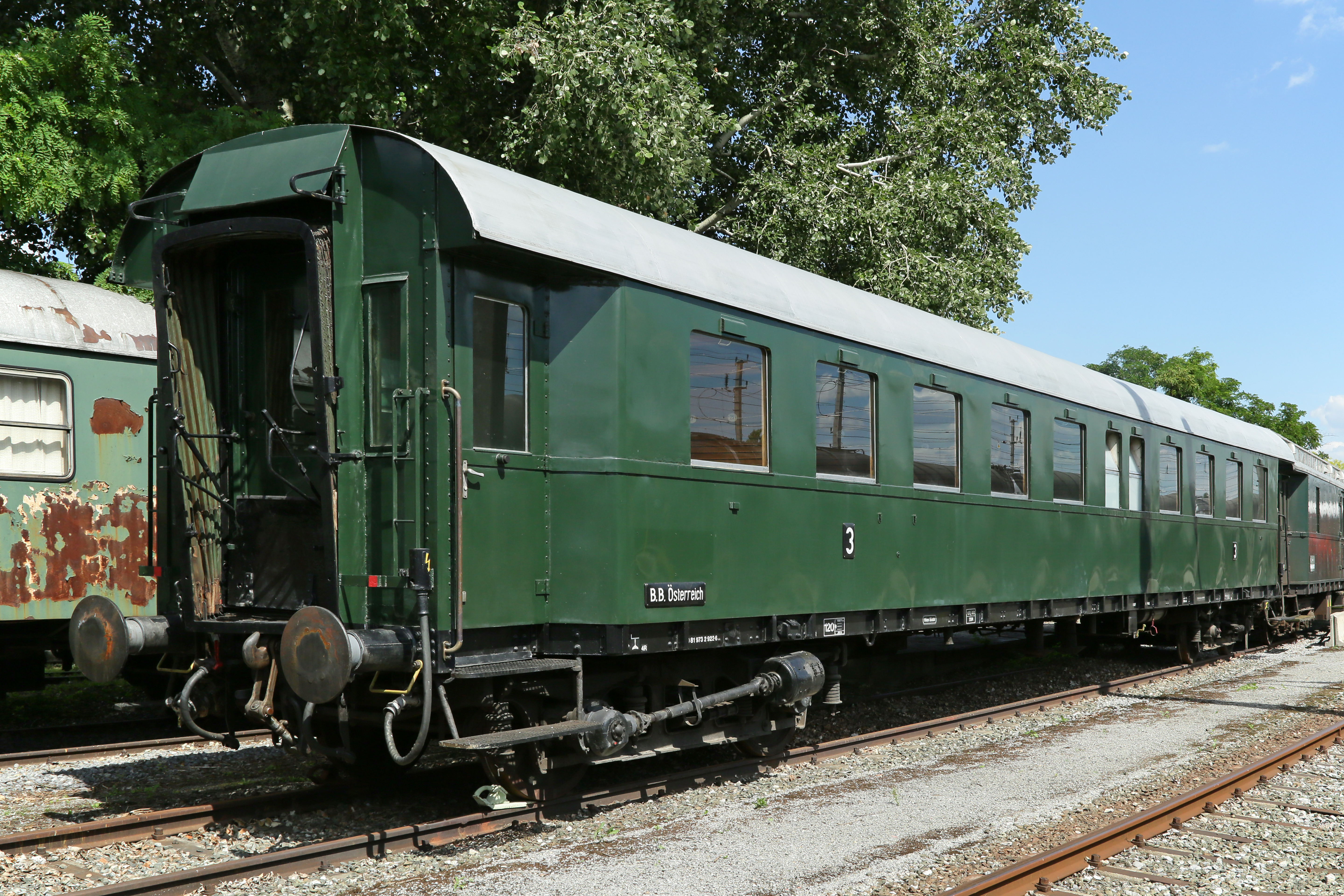
Vierachser der Bauart N28.
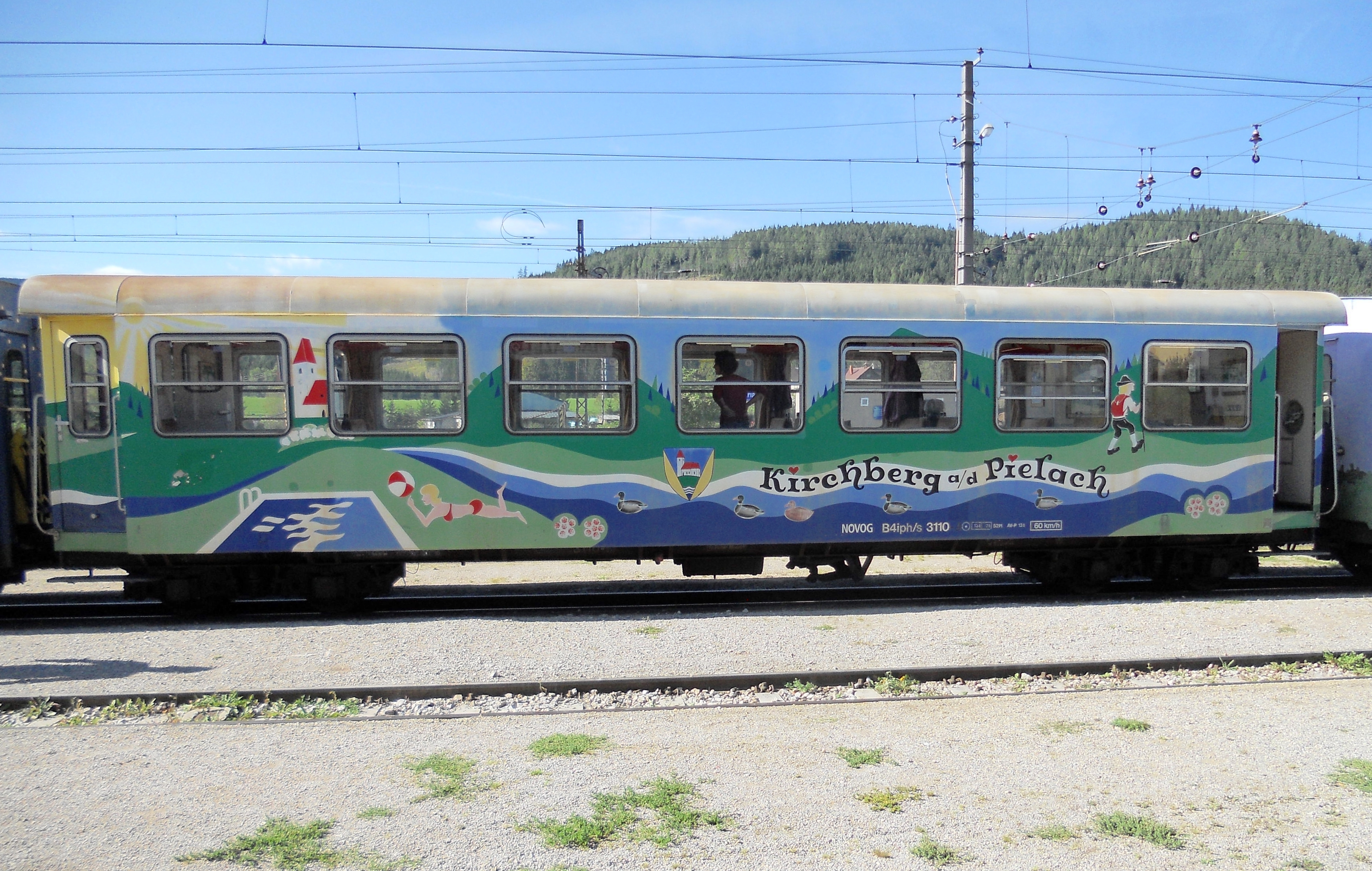
Hinter dem Waggon „Kirchberg an der Pielach“ steht ein Vierachser der Mariazellerbahn (1908), der in den 1960er Jahren einen Wagenkasten-Neuaufbau in Spantenbauweise erhielt.
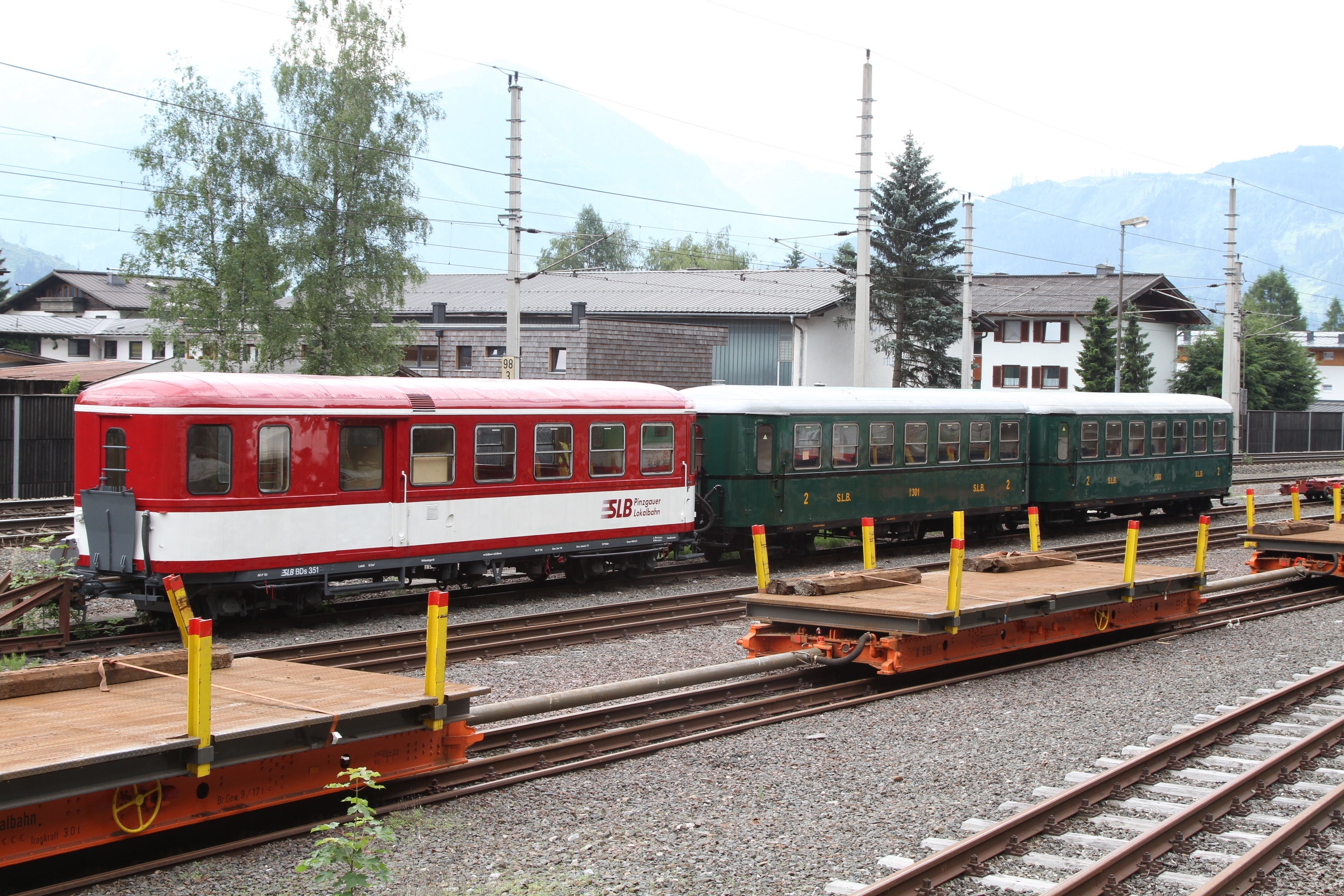
„Blunzenwagerl“ der Pinzgauer Lokalbahn (1937–1940) mit abgerundeten Fronten. Drehgestelle von Linke-Hoffman-Busch zugekauft.
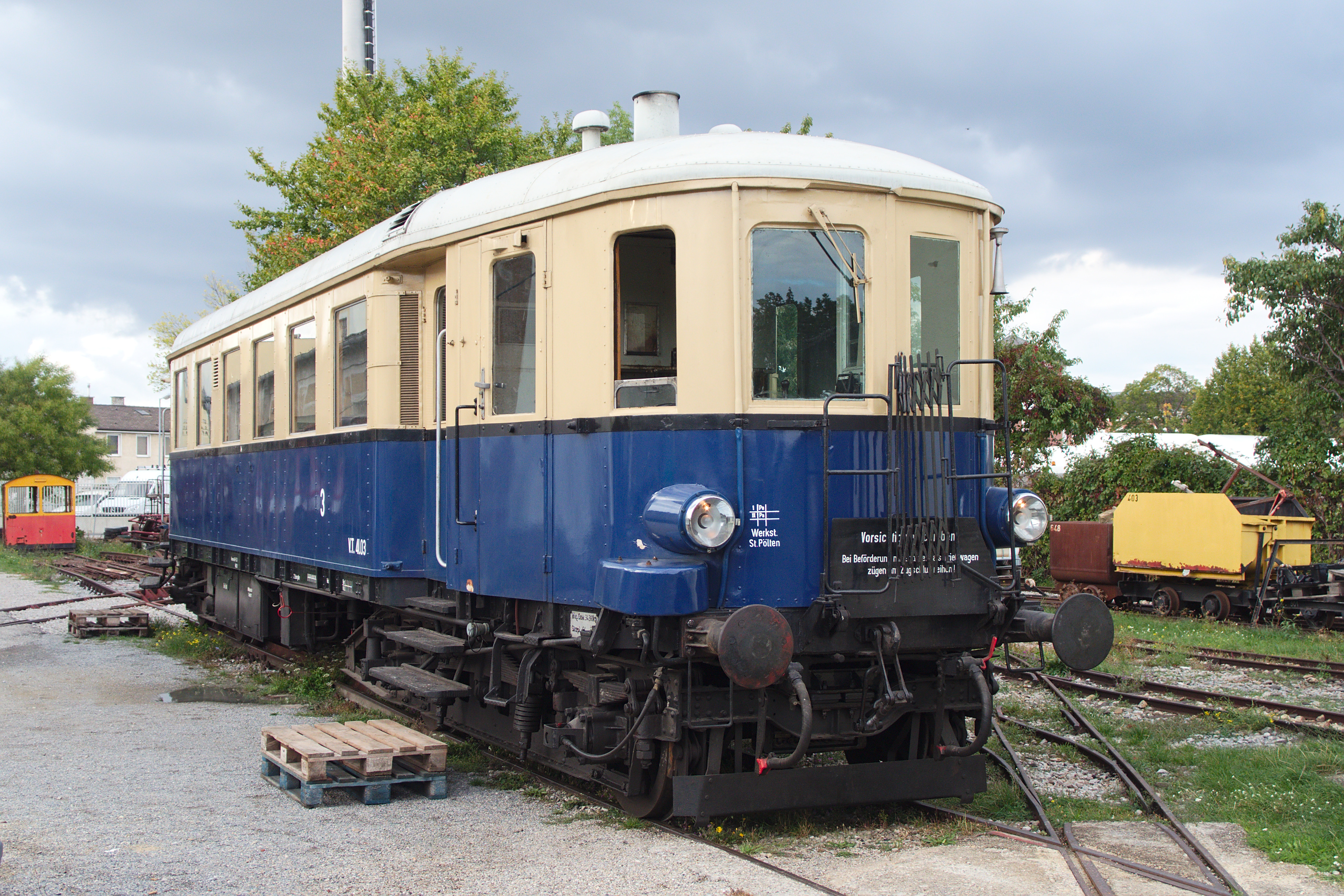
Der BBÖ VT 41 war 1933 der erste Dieselschnelltriebwagen Österreichs.
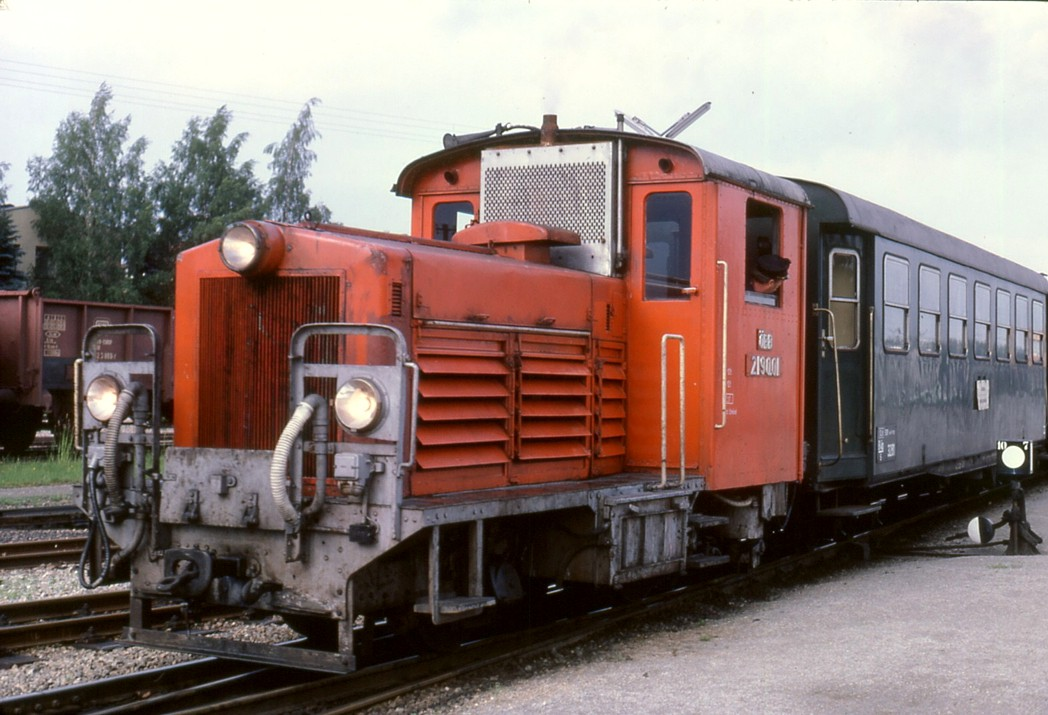
Die Reihe 2190 gehörte 1934 zu den ersten Dieselloks Österreichs auf Bosnischer Schmalspur.
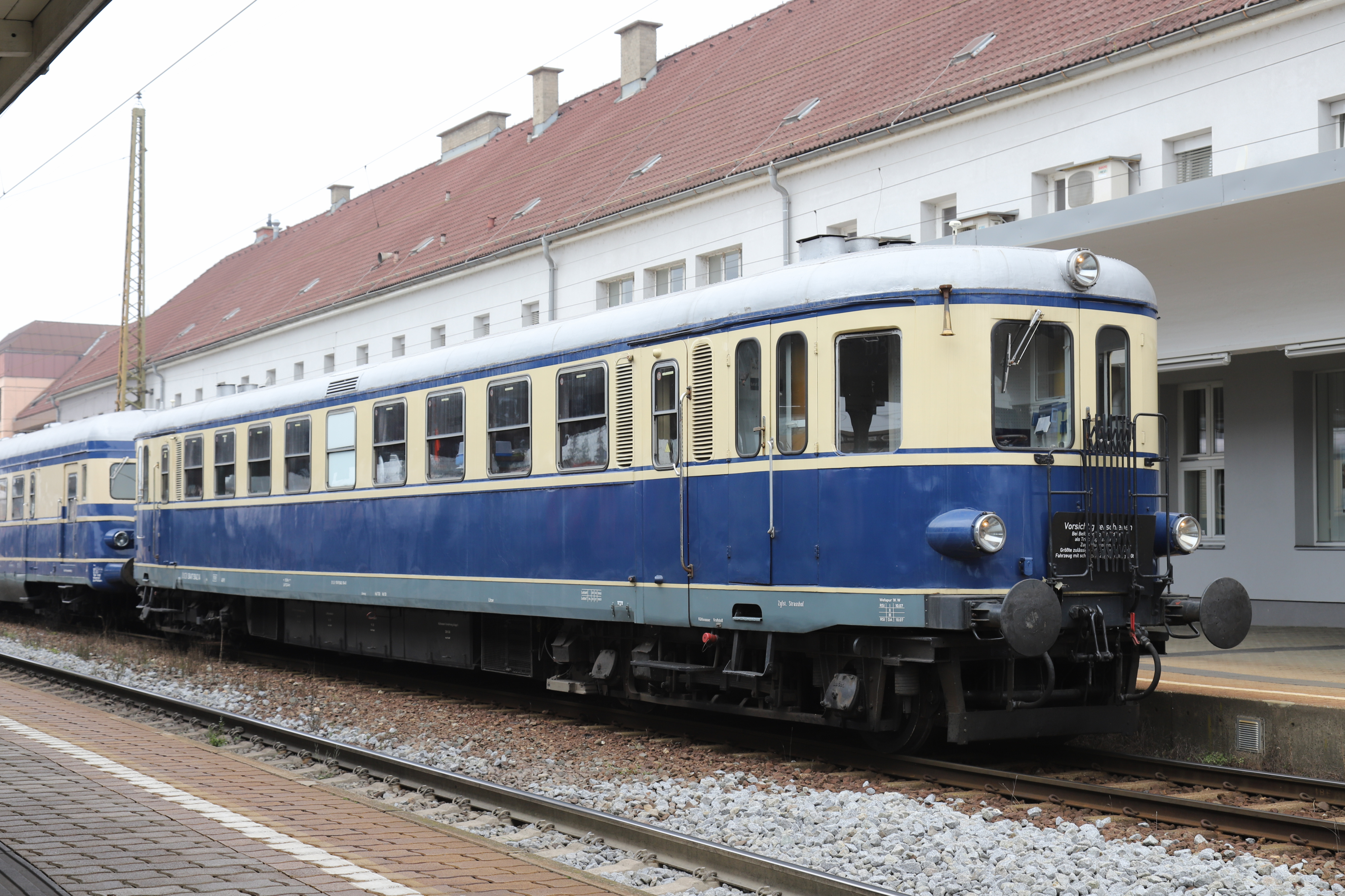
Diesel-elektrischer Schnelltriebwagen VT 42 (1936), er schaffte mit 420 PS die Strecke Wien – Budapest in knapp drei Stunden.
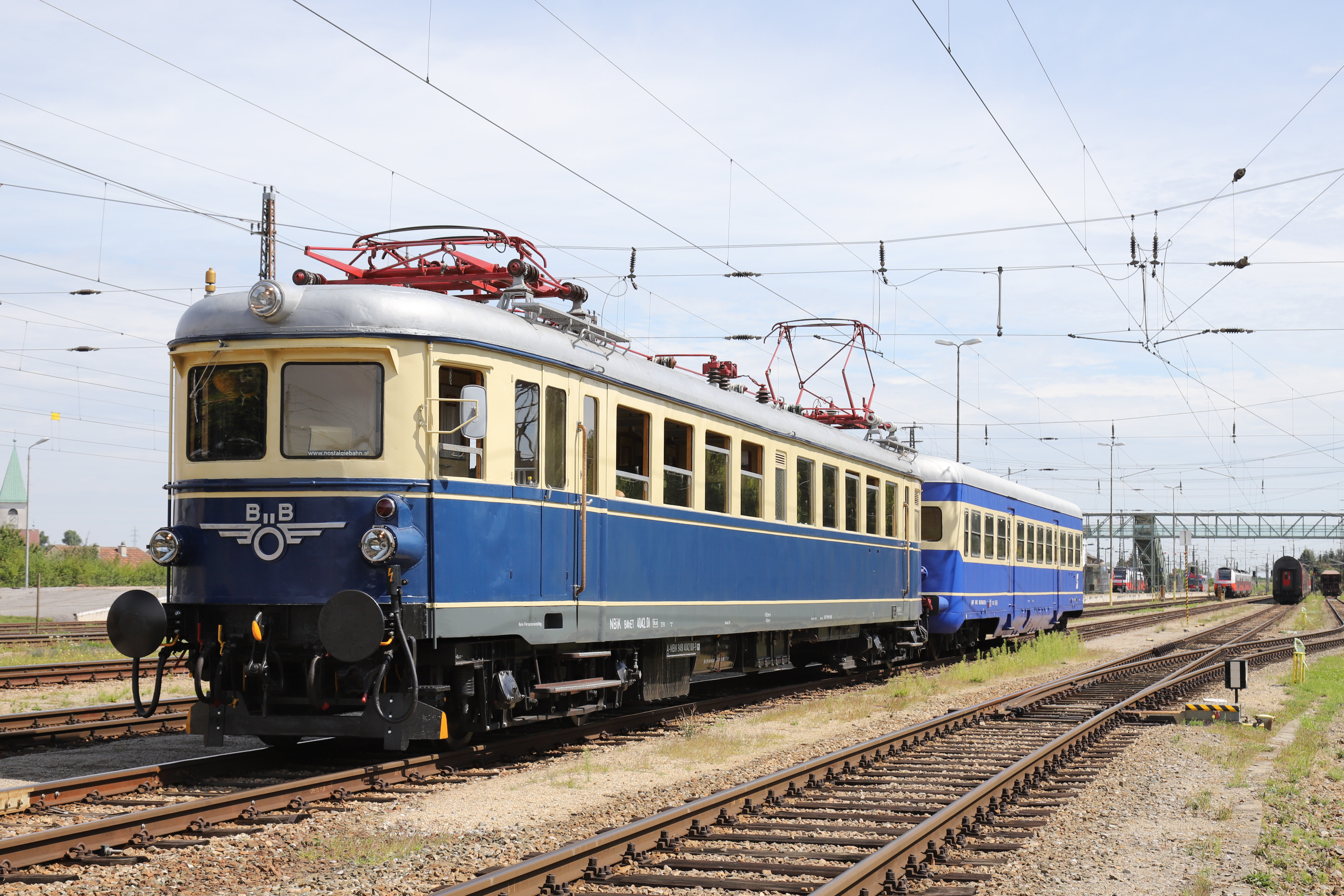
Der BBÖ ET 11, gebaut 1936 in zwei Stück mit elektrischer Ausrüstung von AEG, elektrische Variante des VT 42.
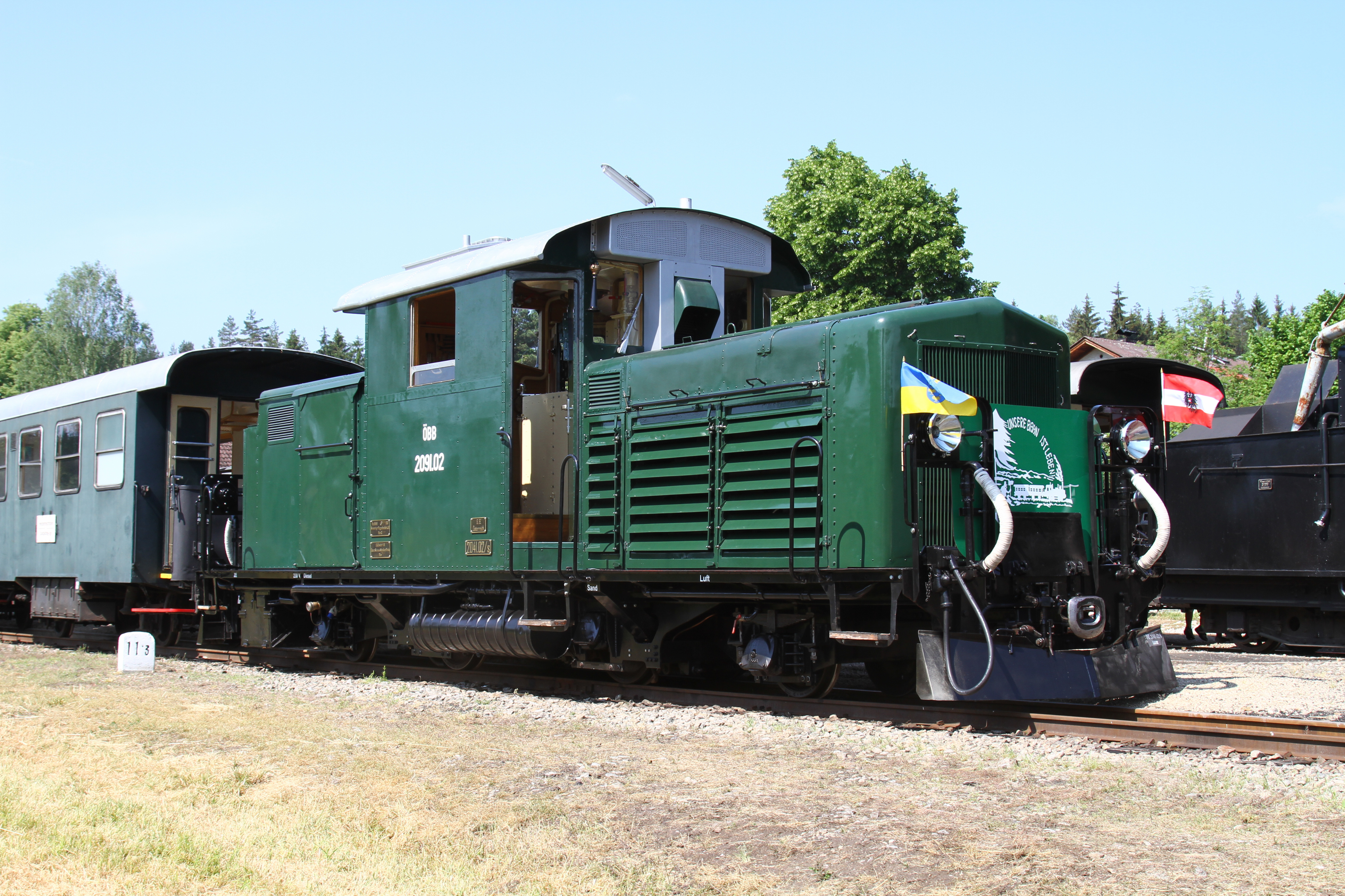
Die Schmalspur-Dieselloks der Reihe 2041/s (1936) waren ursprünglich als Gepäcktriebwagen konzipiert.
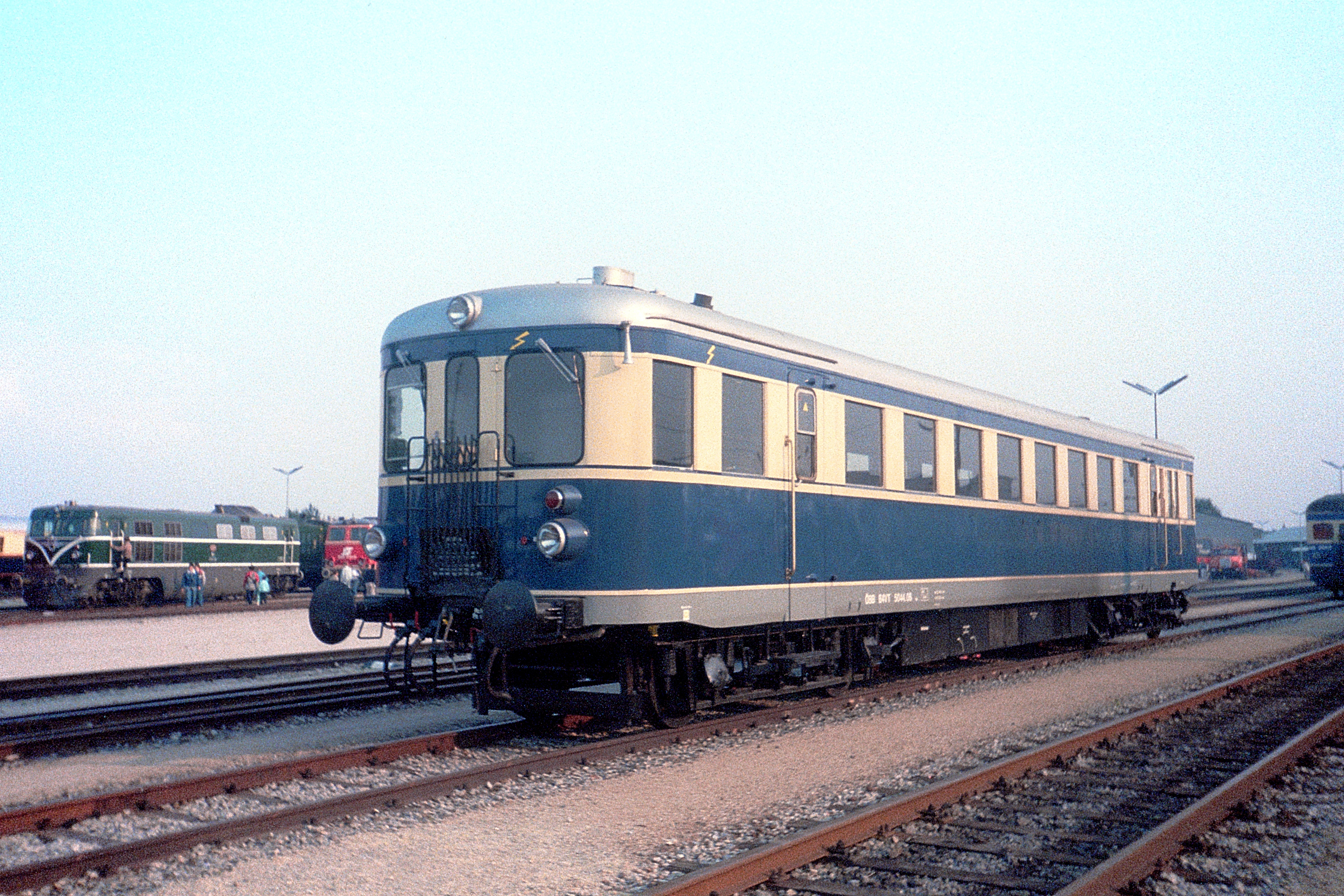
Der VT 44 war 1938 der erste österreichische Dieseltriebwagen mit hydraulischer Kraftübertragung.
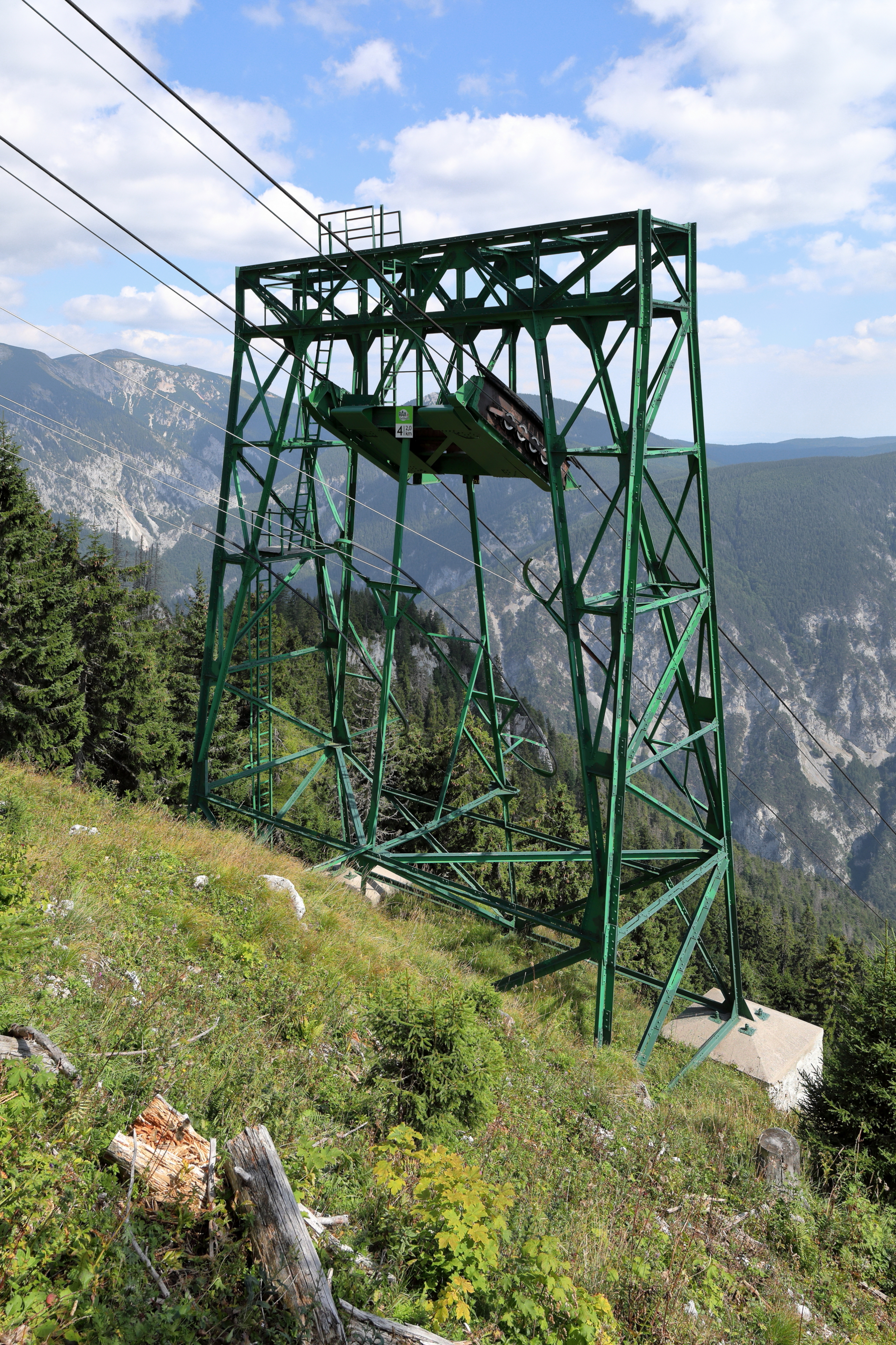
Eiserne Portalstütze der Raxseilbahn, gebaut 1926 von Simmering.
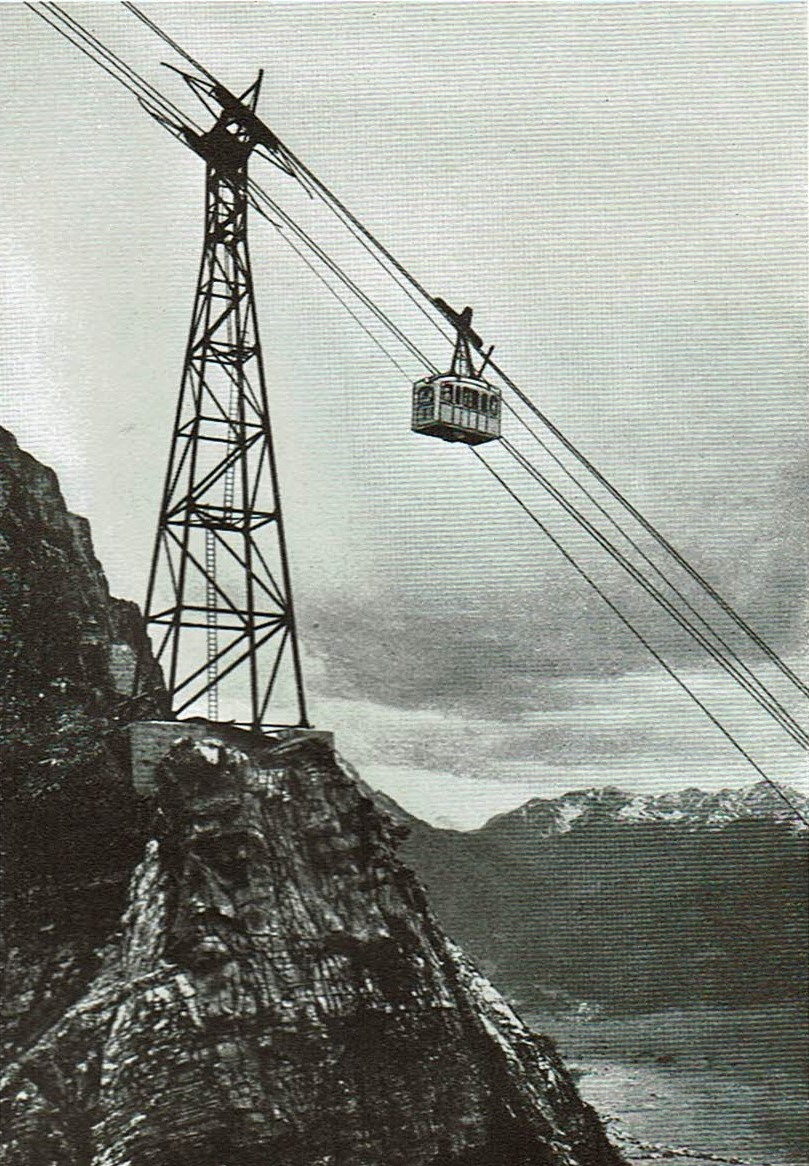
Tiroler Zugspitzbahn, besonders exponiert gelegene Stützenkonstruktion, 1926.
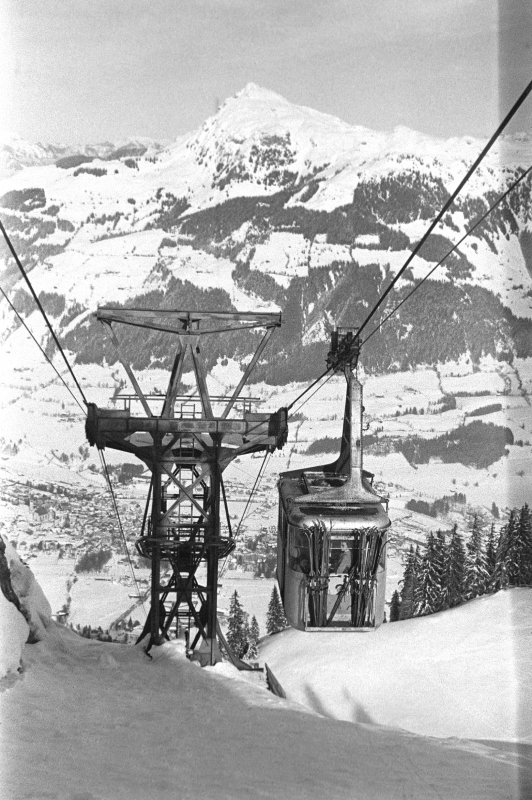
Stütze der (ersten) Hahnenkammbahn in Kitzbühel.
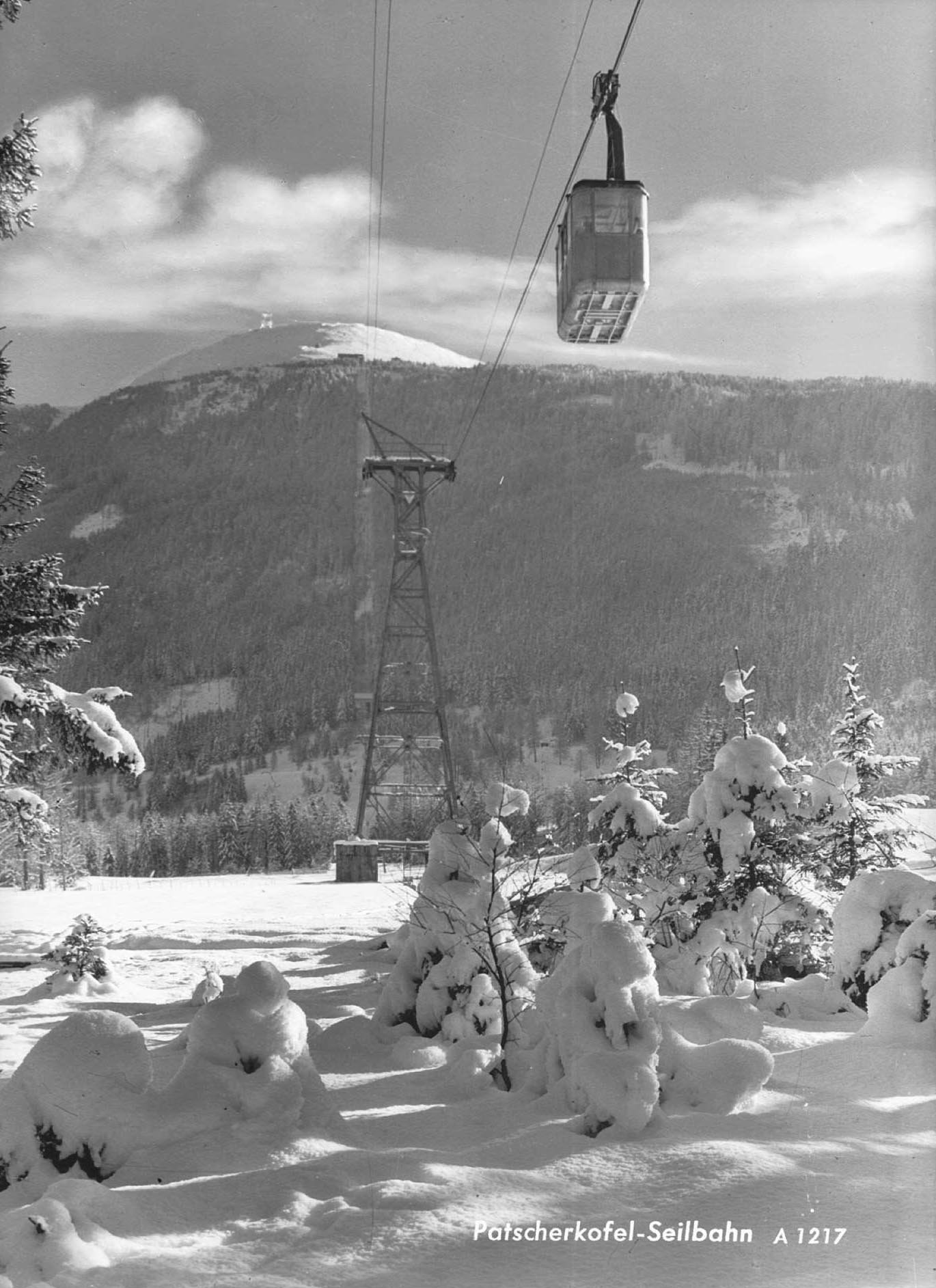
Seilbahnstütze der Patscherkofelbahn in Innsbruck.
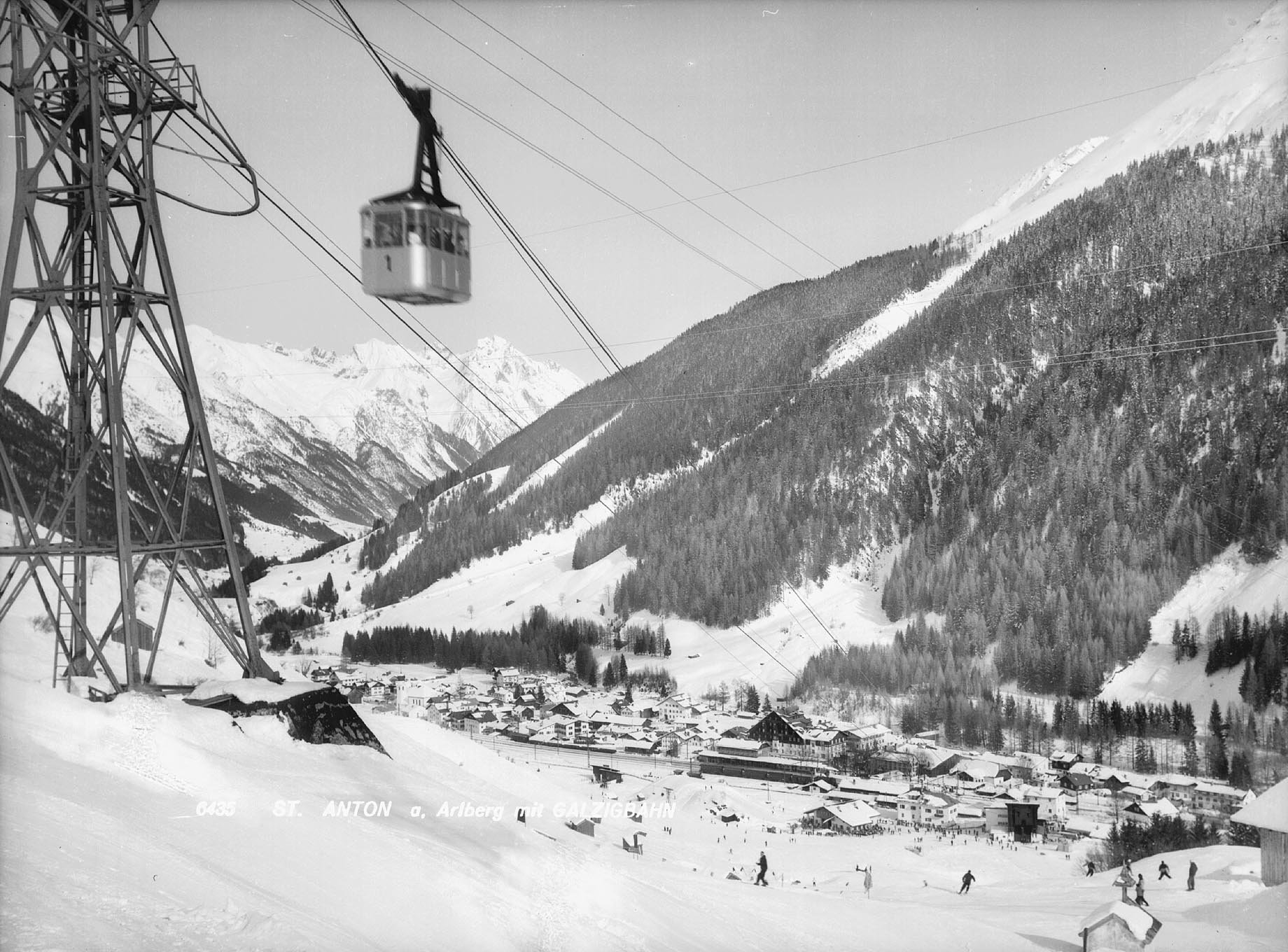
Stütze I der Galzigbahn in St. Anton am Arlberg, 1937 errichtet.